# Rare-Earth-Hypothese

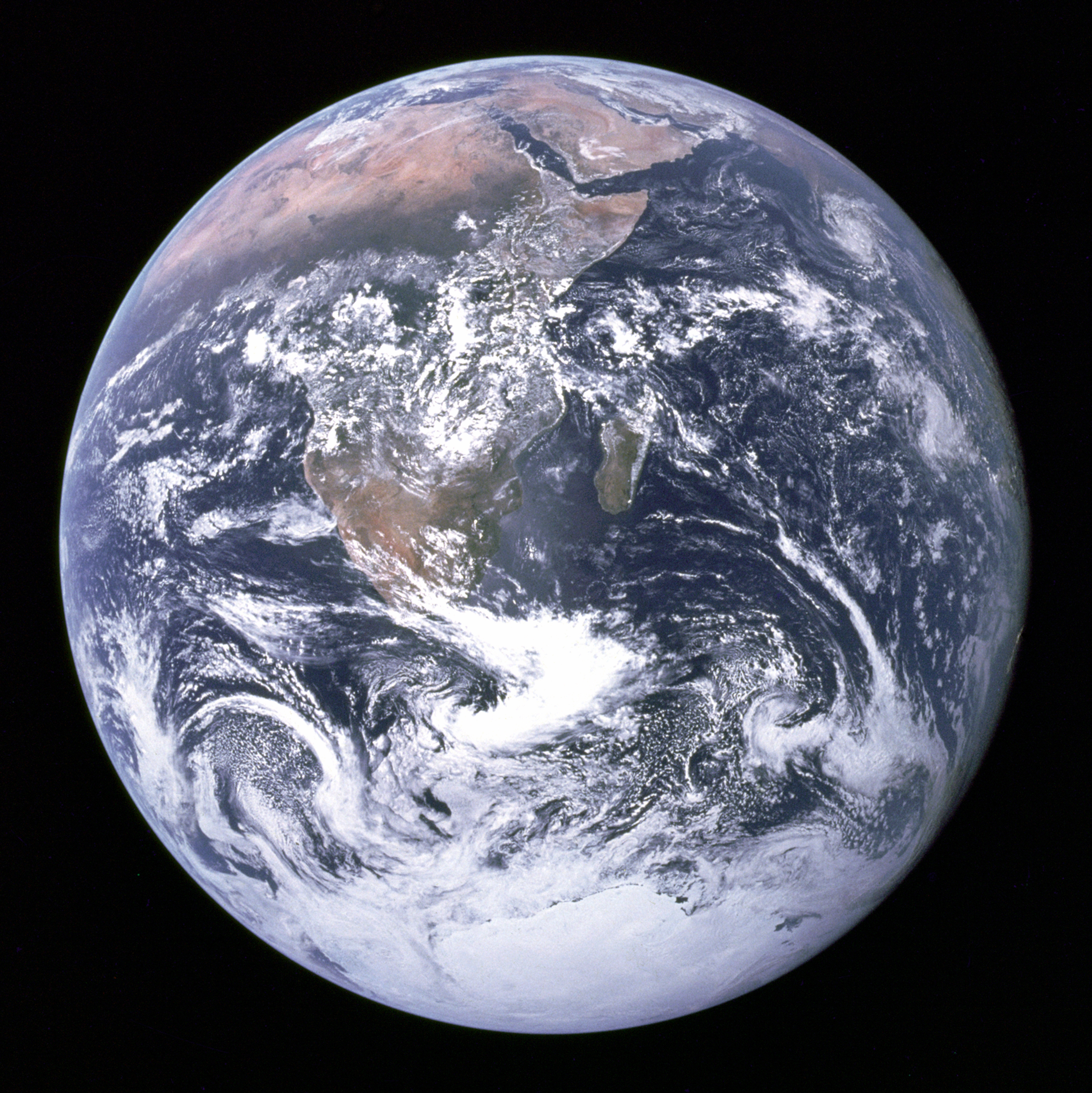
„Einsame Erde“: Nach der Rare-Earth-Hypothese erfüllen, wenn überhaupt, nur sehr wenige Planeten im Universum ähnliche Voraussetzungen für die Evolution komplexen Lebens wie die Erde.

Die Rare-Earth-Hypothese (englisch für ‚seltene Erde‘) ist die Annahme, dass das komplexe vielzellige Leben der Erde auf eine unwahrscheinliche Kombination vor allem astrophysikalischer und geologischer Voraussetzungen zurückzuführen ist. Der Begriff Rare Earth stammt aus dem im Jahr 2000 erschienenen Buch Rare Earth: Why Complex Life Is Uncommon in the Universe von Peter Ward, einem Geologen und Paläontologen, und Donald Brownlee, einem Astronomen und Astrobiologen. Der Titel der deutschen Ausgabe lautet Unsere einsame Erde: Warum komplexes Leben im Universum unwahrscheinlich ist.
Die Rare-Earth-Hypothese ist eine Einschränkung des kopernikanischen Prinzips, zu dessen Befürwortern im Zusammenhang mit außerirdischem Leben unter anderem Carl Sagan und Frank Drake zählten. Demnach ist die Erde ein typischer Gesteinsplanet in einem typischen Planetensystem in einem nicht ungewöhnlichen Bereich einer häufig vorkommenden Balkenspiralgalaxie. Deshalb sei es wahrscheinlich, dass komplexes Leben im Universum häufig vorkomme. Die Rare-Earth-Hypothese behauptet das Gegenteil: Die Kombination von Planeten, Planetensystemen und galaktischen Regionen (die Lage des Sonnensystems innerhalb des Milchstraßensystems), welche so günstig für komplexes Leben wie das auf der Erde ist, sei sehr selten.
Geht man von der Annahme aus, komplexes Leben trete sehr selten auf, dann ist die Rare-Earth-Hypothese eine Möglichkeit zur Vermeidung des Fermi-Paradoxons: „Wenn außerirdische Lebensformen häufiger vorkommen sollten, warum sind sie dann nicht evident?“

## Argumente für die Rare-Earth-Hypothese

### Überblick
Die Rare-Earth-Hypothese nimmt an, dass das Auftauchen komplexen Lebens eine Reihe von günstigen Umständen erfordert. Dies betrifft unter anderem die folgenden Teilaspekte:
- die Lage innerhalb der Galaxie (galaktische habitable Zone),
- die Natur des Zentralgestirns,
- die allgemeine Konfiguration des Planetensystems
- die Lage innerhalb des Planetensystems (zirkumstellare habitable Zone),
- die Größe bzw. Masse des Planeten,
- das Vorhandensein eines großen Mondes im Orbit des habitablen Planeten,
- das Vorhandensein geologischer Voraussetzungen für ein planetares Magnetfeld und Plattentektonik,
- die chemische Zusammensetzung der Lithosphäre, Atmosphäre und Ozeane
- sowie das Auftreten „evolutionsfördernder“ Ereignisse, wie zum Beispiel eine massive Vergletscherung und Einschläge von Kometen oder Asteroiden in größeren Abständen.

Die Entstehung von intelligentem Leben könnte noch andere seltene Vorbedingungen benötigt haben.
Damit Leben auf einem kleinen, felsigen Planeten möglich ist, müssten nach Ward und Brownlee die Werte der Parameter innerhalb sehr enger Grenzen stimmen. Das Universum ist so groß, dass es sehr viele erdähnliche Planeten enthalten könnte. Sollten diese Planeten existieren, ist anzunehmen, dass diese viele tausend Lichtjahre voneinander entfernt sind. Diese riesigen Entfernungen machen es praktisch unmöglich, dass eine irgendwo entstandene intelligente Spezies mit einer anderen kommuniziert (um damit das Fermi-Paradoxon zu lösen). Eine Supernova ist Voraussetzung für Leben, aber kann auch sein Ende bedeuten. Ähnlich verhält es sich mit Asteroiden, die chemische Verbindungen und Wasser zur Erde bringen, während ein zu großes Bombardement andererseits zu einem Massenaussterben von Lebewesen führen kann.
Des Weiteren wird vorgebracht, die Entwicklung der Erde sei ein Glücksfall und nicht so einfach wiederholbar. Selbst wenn man annimmt, dass es tausend Sonnensysteme mit gleichem Ausgangszustand gibt, so wäre doch zu erwarten, dass die Beschaffenheit, Größe und die Bahneigenschaften ihrer Planeten zu unterschiedlich wären, um eine Wiederholung der Evolution, ähnlich der Entwicklung auf der Erde, in einem dieser Systeme zuzulassen. Dafür können die vier inneren Gesteinsplaneten als Beleg gelten: Sie sind aus sehr ähnlichem Ursprungsmaterial aufgebaut, unterscheiden sich aber doch grundlegend voneinander.
Erste Lebensformen sind vor mindestens 3 Milliarden Jahren entstanden (könnten aber noch älter sein; bis vor 3,8 Mrd. Jahren wird vermutet). Danach dauerte es sehr lange (bis etwa vor 600 Millionen Jahren), bis sich komplexe vielzellige Lebewesen (Tiere) entwickelten, wofür die unterschiedlichsten Gründe vorliegen könnten. Unter anderem gibt es Sauerstoff in der Atmosphäre erst seit etwa 2 Milliarden Jahren, und die Anreicherung durch die Lebewesen, die Photosynthese betrieben – die damit eine Voraussetzung für die weitere Entwicklung selbst wurde –, ging sehr langsam vor sich.
Die lange Zeitspanne vom ersten Auftreten von Bakterien bis zur kambrischen Explosion vor etwa 540 bis 490 Millionen Jahren deutet darauf hin, dass komplexes Leben, wie wir es auf der Erde kennen, sehr lange für seine Entwicklung braucht (und genügend Sauerstoff in der Atmosphäre erfordert), und dass zudem die Bedingungen dafür sehr genau passen müssen. Zudem vollzog sich diese Entwicklung in den Ozeanen. Das heißt, höher entwickeltes Leben gibt es nur im letzten Zehntel der bisherigen Lebensdauer der Erde. Die weitere Entwicklung der Arten erfolgte damals auch nicht allmählich, sondern in größeren Sprüngen in relativ kurzen Zeiten. Das Leben entwickelte sich in seiner Komplexität anscheinend nicht linear (wie meist, bedingt durch die Evolutionstheorie, angenommen wird), sondern in sehr unregelmäßigen Sprüngen. Deshalb hat die Erforschung der kambrischen Explosion große Bedeutung für die Einschätzung, wie groß die Wahrscheinlichkeit ist, dass sich Planeten entwickelt haben, auf denen Leben möglich ist. Dass tierisches Leben sehr selten vorkommen dürfte und der Sprung von einfachem Leben zu komplexem sehr unwahrscheinlich ist, wird auch von der Rare-Earth-Hypothese vertreten.
Ein weiteres Argument ist, dass komplexes Leben aufgrund seines ungleich komplizierteren Aufbaues viel empfindlicher gegen kosmische Katastrophen ist als die einfach aufgebauten einzelligen Prokaryoten (Bakterien und Archäen).
Außerdem kann nicht eingeschätzt werden, wie hoch die Barriere zwischen höher entwickelten Tieren und intelligenten Lebewesen ist, die mit anderen Arten im All kommunizieren oder gar andere Planetensysteme bereisen oder besiedeln könnten.

### Die galaktische habitable Zone

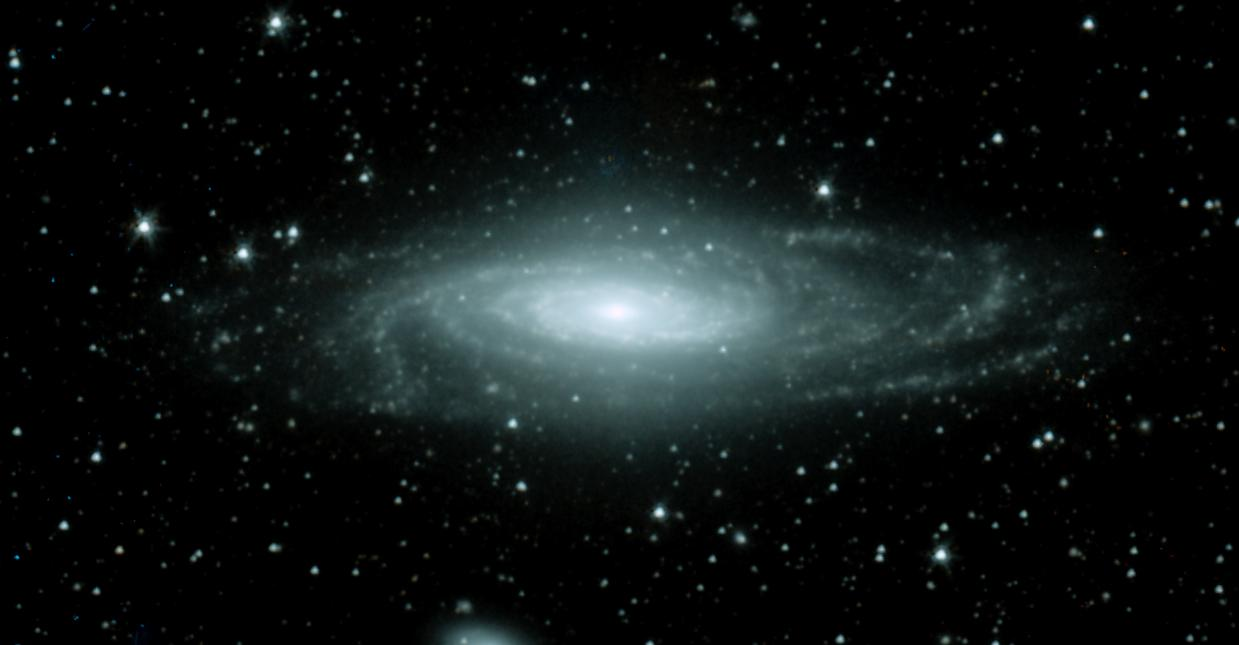
In einer metallarmen Region oder nahe am Zentrum bei hoher Strahlung könnte ein Planet kein Leben beherbergen (die gezeigte Galaxie ist NGC 7331, oft als ein „Zwilling“ des Milchstraßensystems bezeichnet).

Der Rare-Earth-Hypothese zufolge kann im größten Teil des bekannten Universums, wie auch in großen Teilen unserer Galaxis, kein komplexes Leben vorkommen. Ward und Brownlee bezeichnen diese Regionen als „Todeszonen“. Diejenigen Bereiche, in denen komplexes Leben vorkommen könnte, werden galaktische habitable Zonen genannt. Diese Zone hängt in erster Linie von der Distanz vom galaktischen Zentrum ab. Zunehmende Entfernung vom Zentrum hat nämlich folgende Auswirkungen:
1. Es nimmt die Metallizität der Sterne ab, und Metalle (in der Astronomie werden außer Wasserstoff und Helium alle Elemente als Metalle bezeichnet) sind notwendig, um terrestrische Planeten zu bilden. Die schweren Elemente sorgen bei der Erde auch dafür, dass durch die Hitzeentwicklung aufgrund des radioaktiven Zerfalls im Innern des Planeten die Plattentektonik angetrieben wird.
2. Die Röntgen- und Gammastrahlung aus dem Schwarzen Loch im Zentrum der Galaxis und von den Neutronensternen in Zentrumsnähe wird weniger intensiv. Strahlen dieser Art werden als gefährlich für komplexes Leben erachtet. Deshalb führt die Rare-Earth-Hypothese für sich ins Feld, dass das frühe Universum und möglicherweise gegenwärtig Regionen im Zentrum der Galaxis, in denen die Sternendichte hoch ist und Supernovae häufiger auftreten, ungeeignet für die Entwicklung komplexen Lebens sind. Die Strahlung einer Supernova, die weniger als ein Lichtjahr entfernt wäre, würde die Erde sterilisieren. Leben beeinträchtigen würde eine Supernova bis zu einer Distanz von 30 Lichtjahren.[4]
3. Gravitative Störungen von Planeten und Planetesimalen durch nahe Sterne werden weniger wahrscheinlich, da die Sternendichte bei zunehmender Distanz zum Galaxienzentrum abnimmt. Daher wird die Gefahr, dass der Planet durch einen Meteorboliden getroffen wird, umso geringer, je weiter der Planet vom Zentrum der Galaxie entfernt ist. Ein genügend großer Einschlag könnte das gesamte komplexe Leben eines Planeten auslöschen. Auch nimmt die Wahrscheinlichkeit ab, dass ein Stern dem anderen zu nahe kommt, wodurch es zu Bahnstörungen der Planeten käme, was mit einem Zusammenprall, einem Sturz in die Sonne oder einem Verlassen des Planetensystems enden könnte.

Schema der beobachteten Spiralarme des Milchstraßensystems (der gelbe Kreis stellt die Lage der Sonne dar)

(1) schließt äußere Regionen einer Galaxie aus; (2) und (3) dagegen die inneren Bereiche, Kugelsternhaufen und die Spiralarme von Spiralgalaxien. Diese Arme sind keine physikalischen Objekte, sondern Regionen einer Galaxie, die eine höhere Rate der Sternbildung aufweisen, während sie sich sehr langsam wellenartig durch die Galaxie bewegen. Besonders in Kugelsternhaufen ist die Dichte mit typischerweise 100.000 Sternen in einem Durchmesser von 10 bis 100 Lichtjahren extrem groß. Es würden die Planeten andauernd durch gravitative Wirkungen der Nachbarsterne, Novae und energiereiche Strahlen gestört werden. Bewegt man sich vom Inneren der Galaxie nach außen, steigen zunächst die Chancen, lebensfreundliche Bedingungen vorzufinden; weiter außen werden sie wieder ungünstiger. Deshalb ist die habitable Zone ringförmig eingebettet zwischen dem lebensfeindlichen Zentrum und den äußeren Bereichen. Das System muss lange Zeit stabil sein, um dem Leben die nötige Zeit für seine Entwicklung zu geben. Gerade in diesem Bereich des Milchstraßensystems (zwischen den großen Spiralarmen) mit geringer Sternendichte befindet sich die Sonne.
Befindet sich nun ein Planetensystem in dieser habitablen Zone (also weder im galaktischen Zentrum noch in den Spiralarmen), muss noch sichergestellt sein, dass es so lange in diesem Bereich bleibt, wie die Entwicklung komplexen Lebens benötigt. Wäre die galaktische Umlaufbahn des Planetensystems exzentrisch (elliptisch oder hyperbolisch), würde der Planet auch in die Bereiche der Spiralarme gelangen. Ist hingegen die Umlaufbahn fast kreisförmig und entspricht die Umlaufgeschwindigkeit der der Spiralarme, gelangt der Stern nur allmählich, wenn überhaupt, in die Spiralarmregion.
Elliptische oder irreguläre Galaxien sind für Leben generell weniger geeignet, da weniger Material zur Sternentstehung vorhanden ist. Dies führt zu geringerer Sternbildung und alte Sterne dominieren. In offenen Sternhaufen befinden sich meist sehr junge Sterne mit einem typischen Alter von 10 Millionen Jahren. Aufgrund der fehlenden Zeit und auch möglicher Störungen der Planetenbahnen durch die Nachbarsterne scheiden diese Orte ebenfalls für Leben aus.

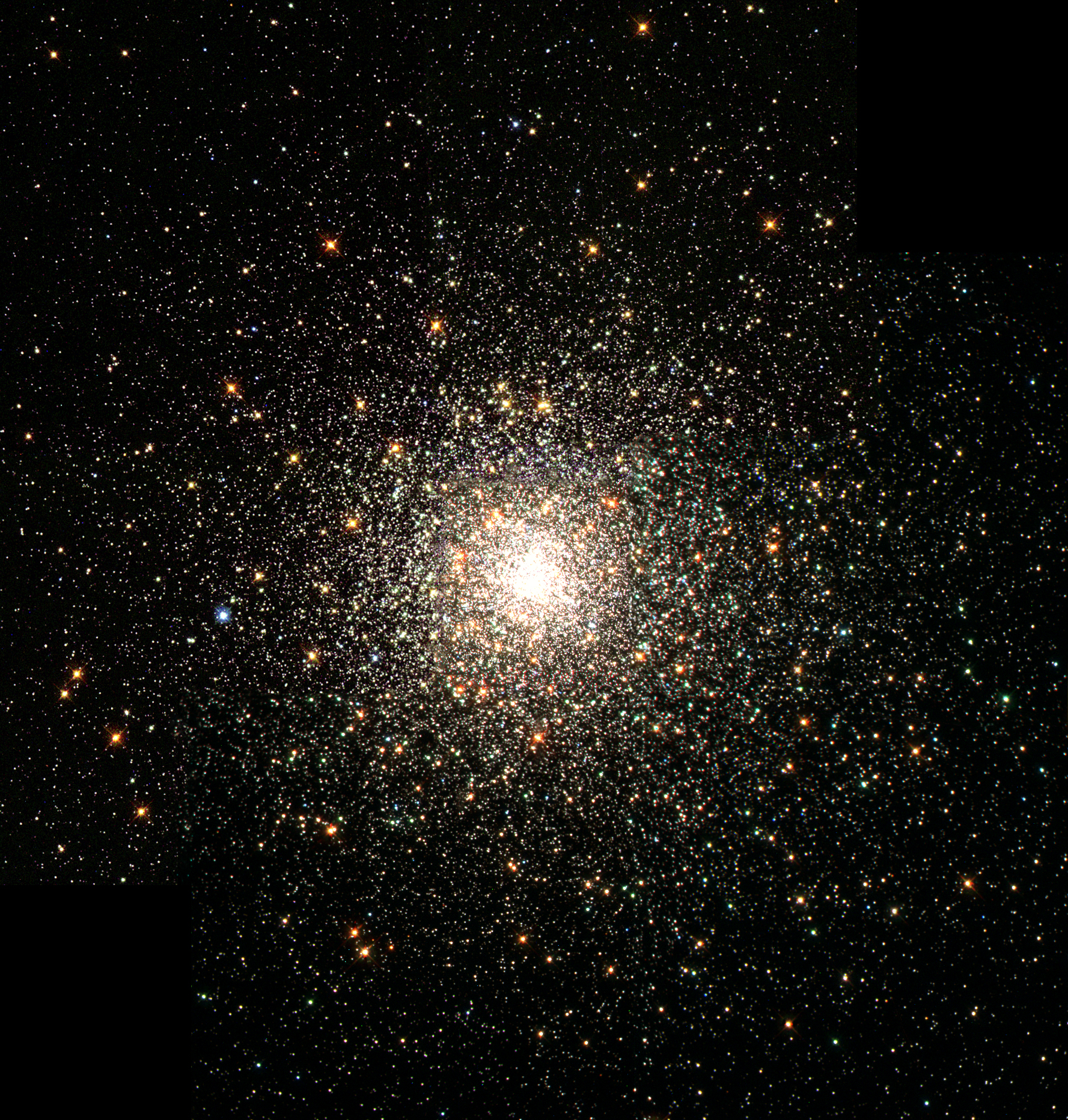
Kugelsternhaufen sind wenig geeignet, Leben zu beherbergen.

Daraus schließen Befürworter der Rare-Earth-Hypothese, dass ein lebenspendender Stern eine nahezu kreisförmige Umlaufbahn um sein galaktisches Zentrum haben muss. Die benötigte Synchronisation der Umlaufgeschwindigkeit eines Zentralsterns mit der Wellengeschwindigkeit der Spiralarme kann nur innerhalb eines ziemlich kleinen Bereichs des Abstands vom galaktischen Zentrum erfolgen. Diese Region wird die „galaktische habitable Zone“ genannt. Lineweaver et al. berechnen, dass diese galaktische habitable Zone auf einen Ring von einem Durchmesser von 7 bis 9 Kiloparsec beschränkt ist. In diesen Bereich fallen nicht mehr als 10 % der Sterne des Milchstraßensystems. Basierend auf konservativen Schätzungen, bezogen auf die Gesamtzahl der Sterne in der Galaxie, bleiben etwa 20 bis 40 Milliarden Sterne übrig. Gonzalez et al. würden die Anzahl noch halbieren. Sie nehmen an, dass maximal 5 % der Sterne des Milchstraßensystems in die galaktische habitable Zone fallen.
Die Bahn der Sonne um das Zentrum des Milchstraßensystems ist tatsächlich beinahe kreisförmig. Die Umlaufzeit beträgt 226 Millionen Jahre. Damit stimmt sie mit der Rotationsperiode der Galaxis fast genau überein. Karen Masters berechnete, dass sich die Sonne alle 100 Millionen Jahre durch einen großen Spiralarm der Galaxie bewegt. Im Gegensatz dazu glauben Vertreter der Rare-Earth-Hypothese, dass die Sonne seit ihrer Formation noch keinen einzigen Spiralarm durchquert hat. Es meinen jedoch einige Forscher, dass mehrere Massenaussterben mit früheren Durchquerungen der Spiralarme zusammenhängen.

#### Metallizität
Es ist kein Weg bekannt, Leben ohne komplexe Chemie zu schaffen. Diese Chemie benötigt Metalle, das heißt, andere Elemente als Wasserstoff und Helium. Nur Wasserstoff mit 75 % und Helium-4 (4He) mit 25 % Stoffmengenanteil sind, neben heute kaum noch vorhandenen Mengen Lithium, direkt nach dem Urknall entstanden. Das geschah beim ersten Fusionsprozess, der auch als primordiale Nukleosynthese bekannt ist. Dabei entstanden noch 0,001 % Deuterium sowie Spuren von Helium-3 (3He) und Beryllium.
Mittelgroße Sterne wie die Sonne synthetisieren zunächst Helium aus Wasserstoff (Wasserstoffbrennen). In ihnen kann später der Drei-Alpha-Prozess beginnen, bei dem aus Helium Kohlenstoff entsteht. Alle schwereren Elemente können ausschließlich in Riesensternen erbrütet werden.

Die zwiebelförmigen Ebenen eines massiven, entwickelten Sterns kurz vor seinem Kernkollaps zeigen das Schalenbrennen (nicht maßstabsgetreu).

Der einzige bekannte Mechanismus, der Metalle schafft und verteilt, ist eine Supernovaexplosion. Das Vorhandensein von Metallen in Sternen wird durch ihr Absorptionsspektrum enthüllt. Eine Studie von Sternspektren zeigt, dass viele, möglicherweise die meisten Sterne, arm an Metallen sind. Niedrige Metallizität charakterisiert das frühe Universum, Kugelsternhaufen und andere Sterne, die sich formten, als das Universum noch jung war, des Weiteren Sterne in den meisten Galaxien, die keine großen Spiralgalaxien sind, und Sterne in den äußeren Bereichen aller Galaxien. Daher sind metallreiche Zentralsterne, die komplexes Leben ermöglichen könnten, höchstwahrscheinlich in den ruhigen Gebieten weit außerhalb des Zentrums in den großen Spiralgalaxien zu finden. Überdies ist in diesen Regionen die Strahlenbelastung generell geringer.
Es ist anzunehmen, dass nicht allzu lange vor der Entstehung des Sonnensystems eine oder mehrere Supernovae in der stellaren Nachbarschaft stattgefunden haben müssen. Die Häufigkeit von Supernovae nimmt mit der Zeit ab und damit auch die Entstehung von schweren Metallen. Vor fünf Milliarden Jahren war die Anzahl der Supernovae noch höher.
Bei der Entstehung der Erde und der anderen terrestrischen Elemente aus einem Teil des Urnebels des Sonnensystems konnten sich die leichten Elemente nicht halten. Überdies war in dem inneren Bereich der flachen Materiescheibe die Zusammensetzung der Elemente anders als weiter außen, wo die Gasplaneten entstanden. Dadurch unterscheiden sich die Gesteinsplaneten grundlegend von den Gasriesen (die eher dem durchschnittlichen Massenverhältnis der Elemente im Sonnensystem entsprechen). 99,86 % der gesamten Materie des Sonnensystems sind in der Sonne enthalten. Zwei Drittel der restlichen 0,14 % beansprucht dabei der Planet Jupiter. Die Sonne, ein Stern der Population I, enthält etwa 25 % mehr Metalle als andere nahe, vergleichbare Sterne und stellt damit einen Sonderfall dar.

##### Elementverteilung auf der Erde und ihre Bedeutung für Leben
Die häufigsten Elemente im Erdmantel sind (in Gewichtsprozent) Sauerstoff (45 %), Silizium (22 %) und Magnesium mit 23 % Anteil. Diese Elemente bilden in den chemischen Verbindungen SiO2 (Siliciumdioxid) mit 46 % und MgO (Magnesiumoxid) mit 37,8 % die Hauptmasse mit den häufigsten Erscheinungsformen. Im Erdkern stellt Eisen mit 79,4 % Massenanteil das mit Abstand häufigste Element dar. Insgesamt besteht die Erde in Massenanteilen zu etwa 30 % aus Sauerstoff, 30 % aus Eisen, 15 % aus Magnesium, 15 % aus Silizium und zum Rest aus anderen Elementen.
Es ist eine Voraussetzung für Leben in einem Sonnensystem, dass die Materie Metalle enthält. Auch ein richtiger Anteil an Kohlenstoff für kohlenstoffbasierendes Leben ist wichtig. Aber es sollte auch nicht zu viel sein, um den Treibhauseffekt nicht zu sehr zu forcieren. Kohlenstoff ist ein grundlegendes Element für Leben, da es viele Variationen von Verbindungen mit anderen Elementen eingehen kann. Obgleich Silizium ebenfalls sehr viele Verbindungen eingehen kann (und es als Basis für Leben in anderen Formen dienen könnte, wie einige Wissenschaftler vermuten), ist es doch viel weniger geeignet als Kohlenstoff. Wasserstoff, der in Verbindung mit Sauerstoff in Form von Meerwasser existiert, macht nur 0,1 %, Kohlenstoff nur 0,05 % der Gesamtmasse der Erde aus.
Für einen Planeten, der Leben Platz bieten soll, ist auch ein dichter Kern aus Eisen, Nickel und weiteren Schwermetallen wichtig. Er kann ein Magnetfeld erzeugen, das den Planeten von schädlichen Strahlen aus dem Weltall abschirmt. Zudem befinden sich unter den Schwermetallen zahlreiche Elemente, die ausschließlich radioaktive Isotope aufweisen. Speziell Uran und Thorium tragen durch ihren radioaktiven Zerfall dazu bei, dass im Inneren eines Planeten Wärme produziert und seine Auskühlung stark verlangsamt wird. Die Wärme wird durch Konvektion nach außen abgegeben, was eine Voraussetzung für die Entstehung und Aufrechterhaltung von Plattentektonik ist. Diese wiederum wird begleitet von vulkanischer Aktivität, die eine bedeutende Quelle für das Treibhausgas CO2 ist und damit für ausgeglichene globale Oberflächentemperaturen sorgt.
Das Leben selbst braucht neben Sauerstoff, Kohlenstoff, Stickstoff und Wasserstoff viele verschiedene chemische Elemente. In höher entwickeltem Leben wurden 26 verschiedene Metalle gefunden.

### Ein geeigneter Zentralstern

Schematischer Vergleich der Spektralklassen O–M für Hauptreihensterne

Es wird vorausgesetzt, dass ein Stern felsige Planeten innerhalb der habitablen Zone besitzt. Obwohl die habitable Zone von heißen Sternen wie Sirius oder Wega breit ist, ergeben sich zwei Probleme:
1. Unter der Annahme, terrestrische Planeten hätten sich näher am Zentralstern gebildet (wie bei unserem Sonnensystem), würde sich der Planet zu nahe am Hauptstern befinden, um in der habitablen Zone zu liegen. Dies würde jedoch nicht einen natürlichen Mond eines Gasriesen ausschließen. Heiße Sterne strahlen auch mehr ultraviolette Strahlen ab, die jede planetarische Atmosphäre ionisieren und letztlich abtragen würden. Zu intensives UV-Licht würde biologische Moleküle aufbrechen. So strahlt die Sonne weniger als 10 % ihrer Gesamtabstrahlung im ultravioletten Bereich ab, hingegen heißere Sterne wie Sirius mehr als die Hälfte.
2. Heiße Sterne haben, wie oben erwähnt, eine kurze Lebensdauer. Sie entwickeln sich bereits innerhalb einer Milliarde Jahre zu Roten Riesen. Diese Zeitspanne könnte für die Entwicklung höheren Lebens zu knapp sein.

Nach diesen Überlegungen können massive und leistungsstarke Sterne der Typen F6 bis O (siehe Spektralklassen) keinem vielzelligen Leben die nötigen Voraussetzungen bieten, ebenso alle Sterne, die sich außerhalb der Hauptreihe befinden wie Weiße Zwerge, Neutronensterne, Pulsare, Braune Zwerge (die streng genommen keine „richtigen“ Sterne sind) und Sterne, die sich im Riesenstadium befinden. Ferner kann sich aller Wahrscheinlichkeit nach kein höher entwickeltes Leben auf Planeten entfalten, deren Sonne ein veränderlicher Stern ist.

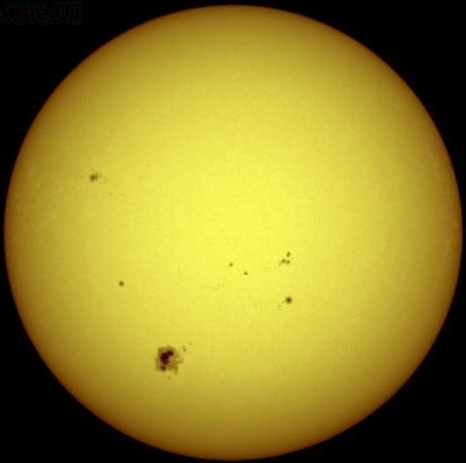
Die Sonne ist ein Gelber Zwerg

Auf der anderen Seite haben die kleineren unter den Roten Zwergen mit üblicherweise etwa 10 % der Sonnenmasse habitable Zonen mit einem geringen Radius. Diese Nähe zum Hauptstern hat zur Folge, dass eine Seite des Planeten stets dem Stern zugewandt ist, während die andere Seite dauernd im Dunkeln liegt – ein Umstand, der als gebundene Rotation bekannt ist. Die sonnenzugewandte Seite wird dabei sehr heiß, während die abgewandte Seite sehr kalt bleibt. Solche Planeten innerhalb der habitablen Zone mit einer geringen Entfernung zum Hauptstern sind überdies einer größeren Gefahr von Sonneneruptionen ausgesetzt, die zu einem Ionisieren der Atmosphäre führen und folglich gegenüber komplexem Leben feindlich wären. Rare-Earth-Befürworter behaupten, dass Leben in solchen Systemen ausgeschlossen ist. Dennoch nehmen einige Astrobiologen an, dass es eine Lebenszone unter den richtigen Umständen geben könnte. Hätte ein Planet noch eine CO2-reiche Atmosphäre, könnte auch die dunkle Nachtseite mit Wärme versorgt werden. Dies ist ein zentraler Punkt der Auseinandersetzung um diese Theorie, da diese späten K- und M-Sterne etwa 82 % aller wasserstofffusionierenden Sterne ausmachen.
Rare-Earth-Befürworter behaupten, dass die „passenden“ stellaren Typen eines Zentralsterns von F7 bis etwa K1 reichen. Solche Sterne treten eher selten auf: G-Typ-Sterne wie die Sonne – Gelbe Zwerge zwischen den heißeren F- und den kühleren K-Sternen – umfassen nur etwa 9 % aller wasserstofffusionierenden Sterne im Milchstraßensystem. Auch hier muss der Abstand des Planeten zum Stern ausreichend groß sein und die habitable Zone entsprechend weit vom Stern hinausreichen, damit der Planet nicht in eine gebundene Rotation gezwungen wird.
Bei älteren Sternen wie den Roten Riesen und den Weißen Zwergen ist es ebenfalls sehr unwahrscheinlich, dass sie Leben ermöglichen können. Rote Riesen treten häufig in Kugelsternhaufen und in elliptischen Galaxien auf. Weiße Zwerge sind meist sterbende Sterne, die das Stadium als Roter Riese schon hinter sich haben. Der Durchmesser eines Roten Riesen hat sich gegenüber dem jüngeren Stern bedeutend vergrößert. Ein Planet befände sich in der habitablen Phase, solange sich der Stern im frühen oder mittleren Stadium befindet. Expandiert der Stern am Ende seiner Entwicklung zum Roten Riesen, würde dieser Planet regelrecht gegrillt werden (obwohl dann ein Planet in einer viel größeren Entfernung theoretisch habitabel würde).
Die Energieabgabe eines Sternes über seine Lebenszeit sollte sich nur langsam ändern. Variable Sterne wie zum Beispiel die Cepheiden wären sehr schlecht geeignet, Leben zu ermöglichen. Wenn die Energieabgabe des Zentralsterns plötzlich sinkt – auch für nur kurze Zeit –, könnte das Wasser des Planeten gefrieren. Wenn andererseits die Energiefreisetzung signifikant ansteigt, könnten die Ozeane verdampfen, was den Treibhauseffekt verstärken würde. Damit würde verhindert, dass sich später wieder Ozeane bilden.
Etwa zwei Drittel aller Sterne sind Mitglieder von Doppel- oder Mehrfachsystemen. In solchen Systemen ist schon die Entstehung bzw. das langfristige Überleben von Planeten nur unter bestimmten Umständen möglich. Untersuchungen zur Häufigkeit von Exoplaneten in Binärsystemen haben gezeigt, dass zirkumbinäre (P-Typ) Gasriesen, das heißt solche, die ihre Bahnen um beide Sterne gemeinsam ziehen, ungefähr genauso häufig sind wie annähernd gleich große Planeten, die um einen einzelnen Stern kreisen, wenn die beiden Sterne einen moderaten Abstand zueinander haben (Umlaufzeit ca. 7 bis 41 Tage). Zirkumbinäre Gasriesen sind jedoch selten bei sehr eng umeinanderkreisenden Doppelsternen, was mit der vermuteten Entstehung solcher Systeme unter gravitativem Einfluss eines dritten Sterns zuzüglich der Gezeitenreibung zusammenhängen könnte. Planeten, die nur um einen der beiden Sterne kreisen (zirkumstellare oder S-Typ-Planeten), sind in Binärsystemen, bei denen die Partnersterne einen Abstand von weniger als 50 Astronomischen Einheiten (ca. 7,5 Milliarden Kilometer) haben, dreimal seltener als bei Einzelsternen oder bei Doppelsternen mit relativ großem Abstand zueinander, und zwar unabhängig von der Größe des Planeten.

#### Zirkumstellare habitable Zonen
Das Beispiel der Erde legt nahe, dass komplexes Leben Wasser in flüssigem Zustand erfordert. Darum muss sich der Planet in einer geeigneten Entfernung zum Zentralstern befinden. Dieser Bereich wird als habitable Zone bezeichnet. Die habitable Zone stellt einen ringförmigen Bereich um den Zentralstern dar. Wenn ein Planet zu nahe oder zu fern seiner Sonne steht, wird die Oberflächentemperatur es nicht zulassen, dass Wasser in flüssigem Zustand vorliegt (obwohl flüssiges Wasser, wie beispielsweise bei Europa, Enceladus und Ceres, unter der Oberfläche existieren könnte). Kasting u. a. (1993) vermuten, dass die habitable Zone bei unserer Sonne etwa von 0,95 bis 1,15 Astronomische Einheiten reicht. Wichtig ist, dass der Planet in einem stabilen, nicht zu exzentrischen Orbit den Stern umkreist. Die empfangene Sonnenenergie kann bis zu 10 % schwanken, ohne große Auswirkungen auf die Habitabilität zu haben. Die habitable Zone wurde früher noch enger angesetzt, bis man den thermostatischen Effekt des CO2-Silikat-Zyklus entdeckte. Je wärmer das Klima, desto höher die kontinentale Verwitterungsrate von Silikatgesteinen, wodurch der Atmosphäre mehr Kohlendioxid entzogen wird, was den Treibhauseffekt vermindert. CO2 gelangt großteils durch vulkanischen Ausstoß in die Atmosphäre.
Die habitable Zone variiert mit dem Spektraltyp und dem Alter des Zentralsterns. Da 95 % der Sterne weniger massereich sind als die Sonne, stellt sie nicht, wie gemeinhin angenommen, einen durchschnittlichen Stern dar. Die Lebenszone für einen Hauptreihenstern bewegt sich langsam und stetig nach außen, bis er zu einem Weißen Zwerg wird, wobei zu diesem Zeitpunkt die habitable Zone verschwindet. Die habitable Zone ist mit dem Treibhauseffekt, der durch Wasserdampf und Spurengase wie Kohlendioxid (CO2) oder Methan in der Atmosphäre entsteht, eng verbunden. So ist die durchschnittliche Oberflächentemperatur der Erde um etwa 40 °C höher, als sie es ohne diesen Effekt wäre.

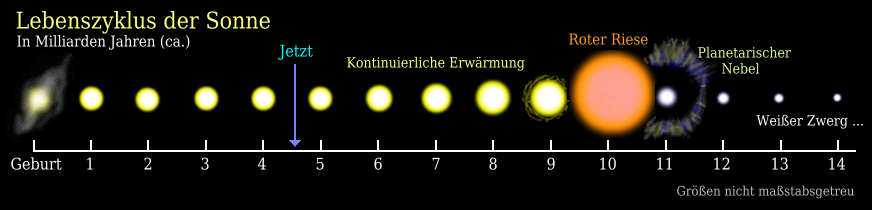
Der Lebenszyklus der Sonne

Da ein Stern mit der Zeit immer leuchtkräftiger wird, wird die Zone, die sich über die gesamte Zeit im habitablen Bereich befindet, auch als CHZ (constant habitable zone) bezeichnet. So war die Strahlungsleistung der Sonne in ihrer Anfangszeit etwa 30 % geringer als heute. In 4 Mrd. Jahren wird die Sonne doppelt so hell sein wie heute. Dann beginnt das Stadium als Roter Riese, das bis zu einer Milliarde Jahre anhalten kann. Auch gibt es noch die AHZ (animal habitable zone), die enger ist als die habitable Zone, da Temperaturen über 50 °C komplexeres Leben verhindern würden.

### Planetensystem
Eine Gaswolke, die einen Stern entstehen lässt, kann ebenfalls Gasplaneten, metallarme jovianische Planeten wie Jupiter oder Saturn, entstehen lassen. Diese Gasplaneten haben jedoch keine feste Oberfläche, die eine Voraussetzung für komplexes Leben sein sollte (obwohl ihre Monde diese aufweisen könnten). Wards und Brownlees Behauptungen zufolge sollte ein Sonnensystem, das komplexes Leben hervorbringt, mehr oder weniger wie unser Sonnensystem strukturiert sein, mit kleineren dichten inneren Planeten und Gasplaneten in den äußeren Bereichen. Neuere Forschungsergebnisse stellen diese strikte Forderung jedoch in Frage.
Wichtig ist auch der Transport biogener Moleküle vom äußeren Sonnensystem zu den inneren Planeten. Dieses Material gelangt durch Ablenkung der großen Gasplaneten im äußeren Sonnensystem zu den inneren Planeten. Auch heute noch nimmt die Erde jährlich etwa 40.000 Tonnen Materie auf. Im Bereich der Erde gab es vergleichsweise wenig Wasser und Kohlenstoff. Wäre die Erde aus dem Material entstanden, das sich im Asteroidengürtel zwischen Mars und Jupiter befindet, wäre zu viel Wasser vorhanden. Die Erde wäre mit einem mehrere 100 Kilometer tiefen Ozean bedeckt und die Atmosphäre mit einer zu hohen Menge von CO2 angereichert gewesen. Damit wäre ein starker Treibhauseffekt entstanden.

#### Gasriesen in der Nachbarschaft

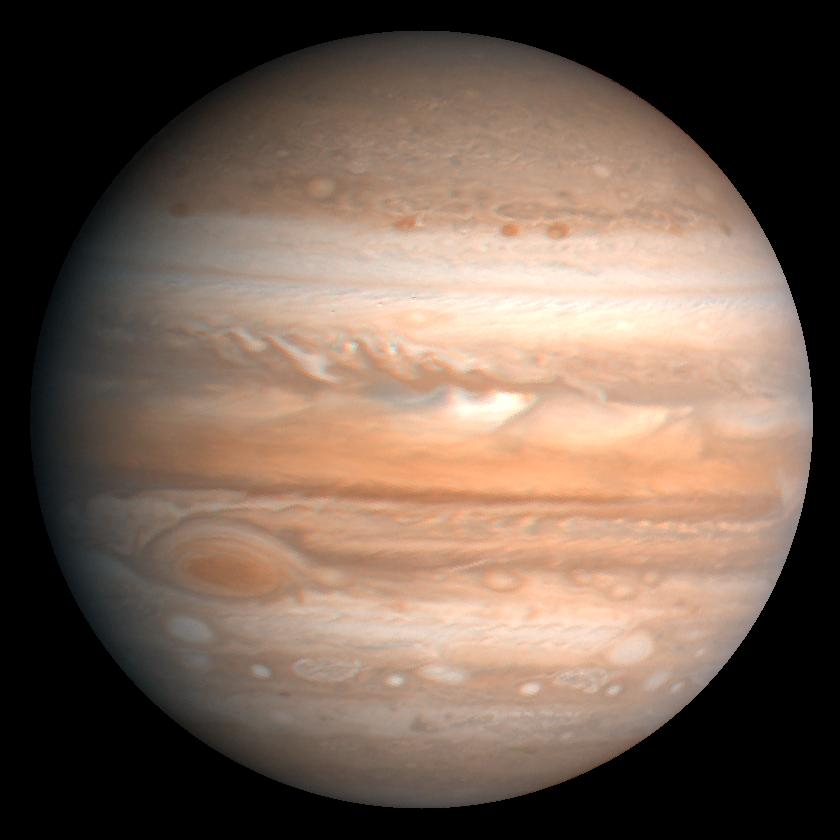
Jupiter ist der fünfte Planet von der Sonne aus gesehen und der größte Planet des Sonnensystems.

Als Ward und Brownlee im Jahr 2000 ihr Buch herausbrachten, wurde angenommen, dass Gasriesen, in unserem Sonnensystem besonders Jupiter und in geringerem Maße Saturn, für die Entwicklung des Lebens wichtig seien, da sie Asteroiden von einem inneren terrestrischen Planeten, der Leben beheimatete, fernhielten. Ohne Jupiter wurde die Anzahl der 10 Kilometer großen Einschläge bis auf das 10.000-Fache geschätzt.
Jedoch zeigen neuere Computersimulationen, dass die Situation komplexer ist: Es scheint, als ob Jupiter dreimal mehr Asteroideneinschläge hervorruft als er abwendet. Würde Jupiter allerdings durch einen nur saturngroßen Planeten ausgewechselt werden, würde sich die Asteroideneinschlagrate, verglichen zu Jupiter, wiederum etwa verdoppeln.
Gasriesen bilden sich besonders in den kälteren mittleren bis äußeren Regionen des Sonnensystems, wo sie schneller und früher Material anhäuften als die weiter innen liegenden terrestrischen Planeten. Hatte ein Gasriese etwa die 15-fache Masse der Erde in Form von Staub und festem Material angesammelt, reichte die Schwerkraft, um die leichten Gase Helium und Wasserstoff anzuziehen. Je höher die Masse, desto schneller wuchs der Planet, bis schließlich kein Material mehr übrigblieb.
So gesehen nahmen sie den weiter innen gelegenen Planeten Material weg. Hätte es die äußeren Gasriesen nicht gegeben, wäre der Mars und auch der Planet, der sich an der Stelle des Asteroidengürtels gebildet hatte, möglicherweise so groß wie die Erde geworden. So gesehen ist Mars ein „Opfer“ der Gasriesen und ist durch sie in seiner Entwicklung gehemmt worden.
Manche Wissenschaftler gehen davon aus, dass es früher mehrere große Gasriesen gab. Nur die letzten, Jupiter und seine äußeren Nachbarn, blieben in ihrem Orbit. Die erste Generation trieb langsam auf elliptischen Bahnen Richtung Sonne, bis sie schließlich in sie stürzten. Dies könnte auch die recht hohe Zahl der bisher entdeckten „Hot Jupiter“ erklären. Da man Jupiter, wie in unserem Sonnensystem, die eine Milliarde Kilometer oder mehr vom Hauptstern entfernt sind, noch nicht gut nachweisen kann, ist der vorläufige Eindruck nicht richtig oder bestätigt, dass unser Sonnensystem eine Ausnahme darstellen soll. Die nachgewiesenen Hot Jupiters machen zudem einen niedrigen Prozentsatz an Planetensystemen aus und können noch nicht als repräsentativ angesehen werden.
Durch Gasriesen kann ein Planetensystem relativ leicht instabil werden. Ein dritter großer Gasriese (neben Saturn und Jupiter) hätte schon alleine für einen Rauswurf von Planeten aus dem Sonnensystem oder den Sturz in die Sonne sorgen können. Auch müssen die Umlaufbahnen sehr kreisförmig sein. Ein der Erde zu naher Gasriese wäre ebenfalls problematisch (immerhin ist Jupiter fünfmal weiter von der Sonne entfernt als die Erde).

#### Störungen der Umlaufbahn
Ein Gasriese darf nicht zu nahe an einem Objekt sein, das Leben beherbergt (es sei denn, das Objekt ist einer seiner Monde). Ein naher Aufenthalt könnte die Umlaufbahn eines Leben tragenden Planeten stören, entweder direkt, oder indem er in die habitable Zone eindringt. Auch andere ungünstige Anordnungen wie sehr exzentrische Umlaufbahnen stellen ein Problem dar. Die in den letzten Jahren entdeckten Hot Jupiters sind solche ungünstigen Planeten. Sie könnten die Bahnen der anderen inneren Planeten empfindlich stören.
Nach Newtons Gesetz der Dynamik (Zweites Newtonsches Gesetz) können chaotische planetarische Umlaufbahnen entstehen, speziell in einem System, das große Planeten wie Gasriesen mit hoch exzentrischen Bahnen (Dreikörperproblem) enthält.
Die Voraussetzung für stabile Umlaufbahnen schließt Systeme mit Exoplaneten aus, die große Planeten mit engen Umlaufbahnen um ihren Zentralstern (Hot Jupiters) haben. Man nimmt an, dass solche Gasriesen viel weiter entfernt vom Zentralstern entstanden, dann jedoch mit der Zeit nach innen gewandert sind. Dabei könnten sie die Bahnen der anderen Planeten, die in der habitablen Zone kreisen, durcheinandergebracht haben.

#### Einschläge und Massenaussterben

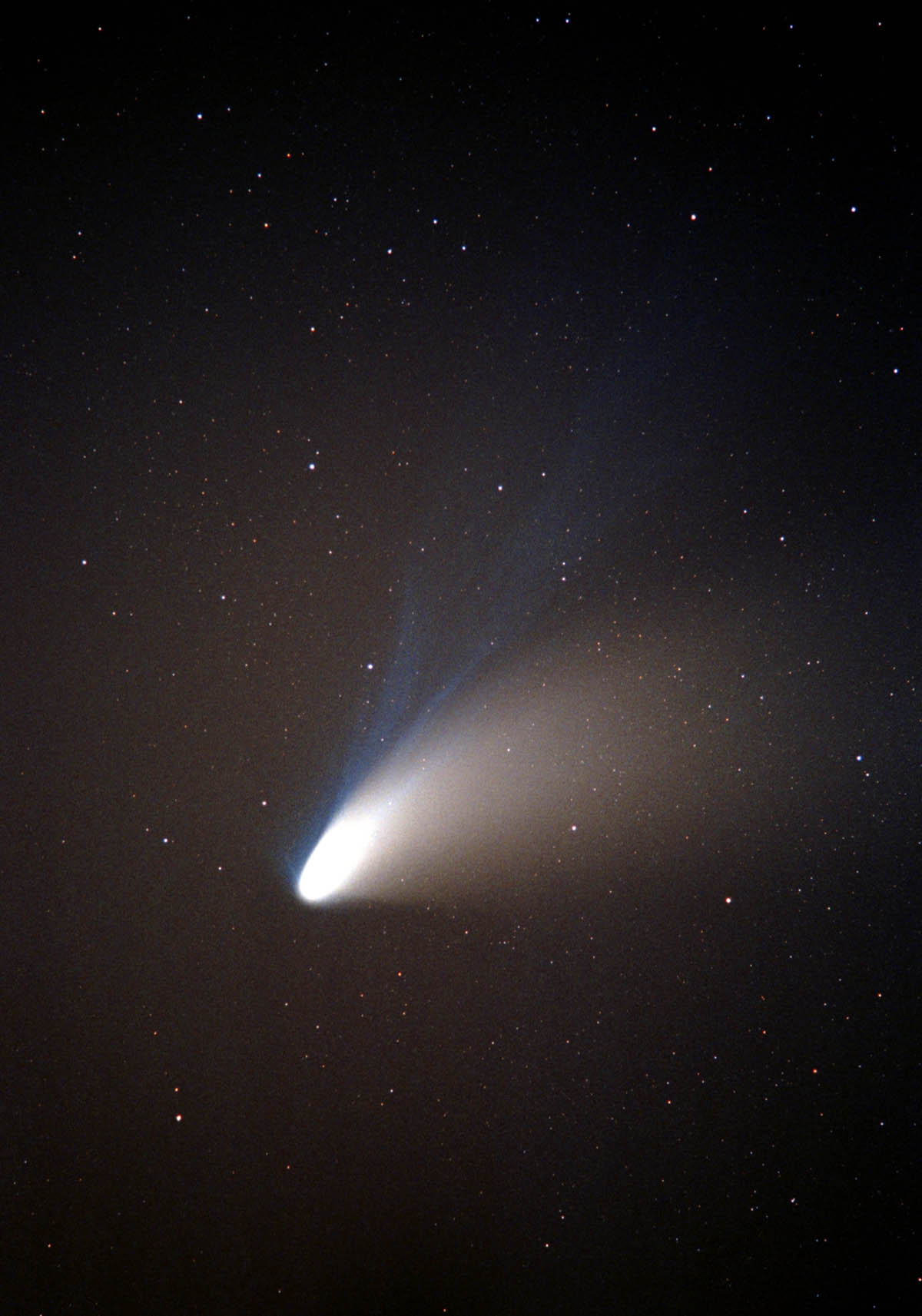
Hale-Bopp ist ein typischer Komet aus der Oortschen Wolke.

Statistisch gesehen erfolgt ein Einschlag von kosmischen Objekten mit einer Größe von 0,5 bis 1,0 Kilometern alle 500.000 bis 10 Millionen Jahre. 10 Kilometer große Asteroiden oder andere Himmelskörper treffen die Erde etwa alle 100 Millionen Jahre, mit der Auswirkung von Massensterben beziehungsweise Massenaussterben. Der letzte große Impakt und seine Folgen für die Biosphäre führte zum Aussterben der Dinosaurier vor 66 Millionen Jahren an der Kreide-Paläogen-Grenze. Zur Zeit des großen Bombardements vor rund 3,9 Milliarden Jahren dürfte die Erde mehrere Male sterilisiert worden sein. Hätte damals schon Leben existiert, hätte es sich wieder neu entwickeln müssen. Die Annahme einer Einschlagserie innerhalb eines begrenzten Zeitfensters ist jedoch nicht unumstritten.

#### Wassertransport durch Kometen
Die terrestrischen Planeten sind bei ihrer Entstehung aufgrund ihrer Materie zunächst einmal staubtrocken. Ein Modell von John Chambers vom NASA Ames Research Center zeigte, dass der Wassertransport von den äußeren Kometen ins Innere eines Planetensystems am besten funktionierte, wenn die Planeten in der Position von Jupiter und Saturn viel kleiner wären als diese beiden Gasriesen in unserem Sonnensystem. Deshalb war die Effizienz des Wassertransports in unserem Planetensystem vergleichsweise gering. Sogar schon kleinere Gasplaneten wie Uranus oder Neptun würden für erheblich mehr Wasser für terrestrische Planeten sorgen. Auf der anderen Seite wäre so ein Planet bald völlig mit Wasser bedeckt, was nicht förderlich für eine artenreiche Evolution wäre.

### Ein geeigneter Planet
Der Planet sollte sich im Bereich der habitablen Zone befinden. Die Temperaturen sollten in einem Bereich sein, in dem Wasser in flüssigem Zustand existieren kann. Neben Wasser sollte eine ausreichende Menge von Kohlenstoff (oder für hypothetische andere Lebensformen Silizium) zur Verfügung stehen. Diese Elemente erlauben sehr vielfältige Verbindungen mit anderen chemischen Elementen, die maßgeblich zur Bildung von Aminosäuren und Proteinen beitragen.
Weiter sind eine ausgeprägte Atmosphäre mit Sauerstoff, die vor schädlicher Strahlung schützt und einen Stoffwechsel zulässt, und ein Magnetfeld, das kosmische Strahlung ablenkt, für Leben, wie wir es kennen, grundlegend. Die Rotationsachse sollte nicht zu stark geneigt sein, und die Rotation sollte nicht zu lange dauern.
Es muss sich nicht zwangsläufig um einen Planeten handeln. Auch ein Mond eines größeren Planeten wie eines Gasriesen könnte in der richtigen Entfernung zu seiner Sonne die Voraussetzungen für Leben bieten. Mögliche Kandidaten in unserem Sonnensystem wären unter anderem der Jupitermond Europa und die Saturnmonde Titan (→ Leben auf Titan) und Enceladus. Da sie sehr weit von der Sonne entfernt sind (und es daher auf der Oberfläche zu kalt ist), könnte sich Leben nur in einem hypothetischen Ozean unter der Oberfläche bilden.

#### Größe eines Planeten
Ein Planet, der zu klein ist, kann keine dichte Atmosphäre halten. Das hat zur Folge, dass die Temperatur größeren Schwankungen unterworfen ist und die Durchschnittstemperatur sinkt. Große und beständige Ozeane wären nicht möglich. Ein kleiner Planet würde zu einer rauen Oberfläche mit hohen Bergen und tiefen Canyons tendieren. Der Kern würde früher auskühlen und Plattentektonik würde es nicht so lange geben, wie es auf einem größeren Planeten der Fall wäre, oder könnte gar nicht auftreten. Die Atmosphäre soll neben der Aufgabe, für ein konstantes Klima zu sorgen, auch noch in der richtigen Zusammensetzung und mit entsprechendem Druck vorhanden sein.
Kleine Gesteinsplaneten wie die Erde könnten häufig vorkommen, Michael Meyer von der University of Arizona nach könnten bei etwa 20 % bis 60 % der sonnenähnlichen Sterne erdähnliche Planeten entstehen. Meyers Team entdeckte interstellaren Staub nahe kürzlich entstandenen sonnenähnlichen Sternen. Dies wird als Nebenprodukt der Bildung von erdähnlichen Planeten gesehen.

#### Atmosphäre
Die Zusammensetzung der Atmosphäre wird durch biologische Prozesse kontrolliert. Die irdische Atmosphäre unterscheidet sich wesentlich von den Atmosphären der anderen terrestrischen Planeten, sowohl in Druck als auch in ihren Stoffverteilungen. Da sie im chemischen Ungleichgewicht ist, kann sie nur durch die Lebewesen in dieser Form aufrechterhalten und erneuert werden. Andernfalls würde Sauerstoff schnell mit der Materie der Oberfläche oder mit dem Stickstoff reagieren. Darüber hinaus würde ohne Lebewesen der CO2-Anteil der Atmosphäre stetig steigen und den Treibhauseffekt verstärken. Schon aus großer Entfernung würde man bei einem Planeten, der eine solche oder ähnliche Komposition der Atmosphäre vorweisen kann, auf biologische Vorgänge schließen können. Diese Suche nach Signaturen von Atmosphären wäre deshalb auch einer der Schwerpunkte bei der geplanten Suche mit dem Terrestrial Planet Finder gewesen.

#### Wasser
Der Wasserkreislauf ist für Leben an Land wichtig. Wasser ist ein gutes Lösungsmittel. Das ist sowohl für die Verteilung von Elementen auf der Oberfläche als auch für den Stofftransport zu den Zellen in Lebewesen wichtig. In den Regionen, in denen viel Wasser vorkommt, gibt es etwa zehnmal so viele Arten von Lebewesen wie in ariden Gebieten.
Die Herkunft des Wassers ist noch nicht ganz geklärt. Ein Teil stammt von der Erde selbst (infolge der Planetenbildung), ein anderer Teil geht auf Kometeneinschläge (siehe auch Herkunft des irdischen Wassers) zurück. Insgesamt macht Wasser etwa 0,5 % der Erdmasse aus.
Dass Wassereis leichter ist als Wasser in flüssigem Zustand, ist wichtig für Leben in Seen und Ozeanen, da Wasser von oben zufriert und Leben durch diese isolierende Schicht geschützt ist. Das Wasser kann Wasserstoffbrücken bilden. Diese haftende Eigenschaft ist vorteilhaft für die DNA, da die Verbindungen der Basen etwa zum Kopieren der Erbinformation leicht getrennt werden können.
Für Leben, wie wir es auf der Erde kennen, müssen folgende Voraussetzungen erfüllt sein:
- es muss genügend Wasser vorhanden sein, um Ozeane bilden zu können
- an der Oberfläche muss Wasser existieren
- Wasser darf nicht ins Weltall entweichen
- es muss hauptsächlich in flüssigem Zustand vorliegen.

#### Großer Mond

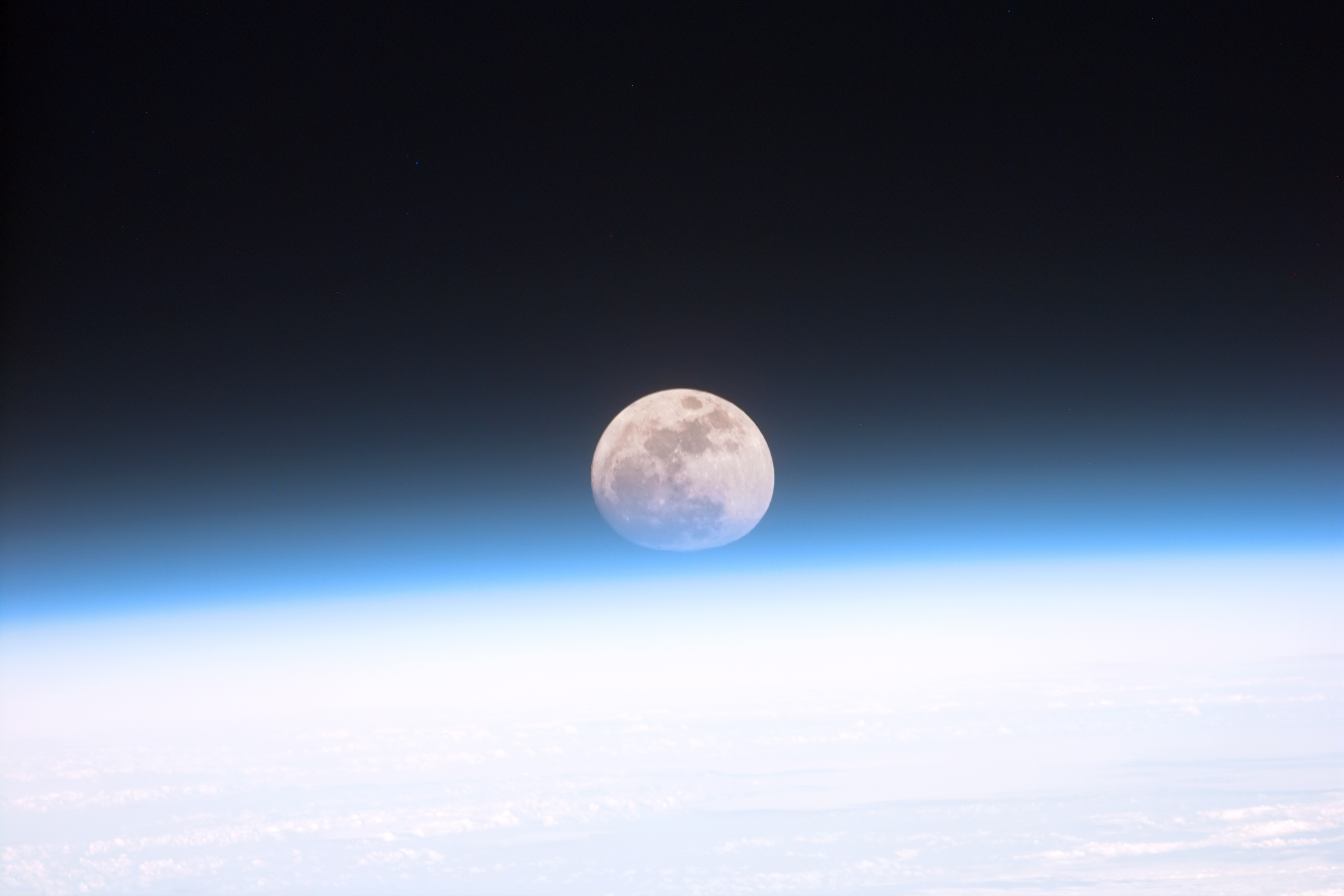
Mond und Erde von einem Space Shuttle aus gesehen

Der irdische Mond ist ungewöhnlich, da die anderen Gesteinsplaneten im Sonnensystem entweder keinen Mond (Merkur und Venus), oder winzige Trabanten, wie die wahrscheinlich eingefangenen Asteroiden des Mars, aufweisen. Nur der Zwergplanet Pluto hat einen im Verhältnis vergleichbar großen Mond.
Der Mond hat drei wichtige Auswirkungen auf die Erde und damit auch auf das Leben. Er stabilisiert die Erdachse über einen langen Zeitraum (so schwankt sie langfristig höchstens ein bis zwei Prozent), bewirkt die Gezeiten (die Gezeitenkräfte des Mondes sind doppelt so groß wie die der Sonne) und bremst die Erdrotation.
Die Entstehung des Mondes ist wahrscheinlich auf den Einschlag eines marsgroßen Objektes, Theia, auf die junge Erde zurückzuführen. Dieser gewaltige Einschlag verursachte auch die heutige Neigung der Rotationsachse und hatte Einfluss auf die Rotationsgeschwindigkeit. Nach seiner Bildung war der Mond nur etwa 25.000 km von der Erdoberfläche entfernt und die Erde rotierte in etwa 5 Stunden. Es ist denkbar, dass es auch auf Venus so eine Kollision gab, jedoch retrograd und damit die extrem langsame Rotation verursachte und auch kein Mond übrigblieb. Hätte der marsgroße Körper nicht zu diesem Zeitpunkt, in dem Winkel und in dieser Geschwindigkeit eingeschlagen, gäbe es auf der Erde vermutlich noch mehr Wasser, Kohlenstoff und Stickstoff. Möglicherweise wäre ein hoher Treibhauseffekt die Folge.
Die relativ kurze Rotationsdauer reduziert die täglichen Temperaturschwankungen und macht dadurch die Photosynthese möglich. Weiter behauptet die Rare-Earth-Hypothese, dass die Achsenneigung nicht zu groß oder klein sein darf (relativ zur Umlaufbahnebene). Ein Planet mit einer sehr stark geneigten Rotationsachse würde extreme klimatische Variationen in den Jahreszeiten hervorrufen, die nicht förderlich für komplexes Leben wären. Durch die nur gering geneigte Achse entstehen gleichbleibende Jahreszeiten und dies wirkt ebenfalls klimastabilisierend. Wäre die Erdachse mehr als 54 Grad geneigt, bekämen die Pole über das Jahr mehr Strahlungsleistung von der Sonne ab als die Äquatorregionen.
Bei einem Planeten mit geringer oder gar keiner Neigung würde hingegen wieder die stimulierende Wirkung auf die Evolution fehlen. So gesehen ist die Neigung der Rotationsachse der Erde „gerade richtig“. Die Gravitation eines großen Satelliten stabilisiert zudem die Neigung der Rotationsachse des Planeten. Ohne diesen Effekt würde die Achsenneigung chaotisch schwanken. Dies würde es komplexem Leben unmöglich machen, sich zu entfalten. Der Mond entfernt sich etwa 4 cm pro Jahr. In 2 Milliarden Jahren wird er zu weit entfernt sein, um die Rotationsachse der Erde weiterhin langfristig stabilisieren zu können. Gleichzeitig wird die Sonne in dieser Zeit viel heißer sein als heute. Würde der Mond die Erde auf einer retrograden Umlaufbahn (entgegen dem Rotationssinn der Erde) umkreisen, würde er sich ihr immer weiter annähern und schließlich auf sie stürzen. Beim Mond Triton wird das in ferner Zukunft der Fall sein, wenn er mit dem Neptun kollidiert, sofern er nicht schon vorher durch die Gezeitenkräfte zerrissen wird.
Hätte die Erde keinen Mond, wären die Gezeiten der Ozeane durch die alleinige Wirkung der Sonne höchst moderat. Ein Mond verstärkt die Gezeitentümpel, die wiederum essentiell für die Entstehung von Makromolekülen und komplexem Leben sind.
Ein großer Satellit erhöht auch durch die Gezeitenwirkung auf die Oberfläche des Planeten die Wahrscheinlichkeit von Plattentektonik. Nach der Entstehung des Mondes waren die Gezeitenkräfte immens. Die Fluten waren mehrere hundert Meter hoch und die Erdkruste wurde durchgewalkt. Der Einschlag, der zur Bildung des Mondes führte, könnte die Plattentektonik überhaupt erst in Gang gebracht haben. Sonst würde die Erdkruste einfach nur die gesamte Erde bedecken und keinen Platz für die ozeanische Erdkruste lassen. Es ist möglich, dass die gewaltige Mantelkonvektion, die notwendig ist, um die Kontinentalbewegung anzutreiben, ohne die Inhomogenität der Erdkruste nicht entstanden wäre. Es gibt jedoch überzeugende Beweise, dass es in der Vergangenheit auch auf dem Mars Plattentektonik gab, die ohne diesen initiierenden Mechanismus auskam.
Wenn der große Einschlag die einzige Möglichkeit für einen inneren Gesteinsplaneten darstellt, zu einem großen Mond zu kommen, würde jeder Planet in der zirkumstellaren habitablen Zone als Doppelplanet entstehen müssen. Der kleinere Begleiter müsste massiv genug sein, um bei einem Einschlag einen großen Mond entstehen zu lassen. Ein einschlagendes Objekt dieser Größe ist nicht notwendigerweise unmöglich. Letzte Arbeiten von Edward Belbruno und J. Richard Gott von der Princeton University legen nahe, dass ein geeignetes Objekt in den trojanischen Bereichen (L4 oder L5 Lagrange-Punkt) entstehen könnte.

#### Plattentektonik und Kohlenstoffkreislauf

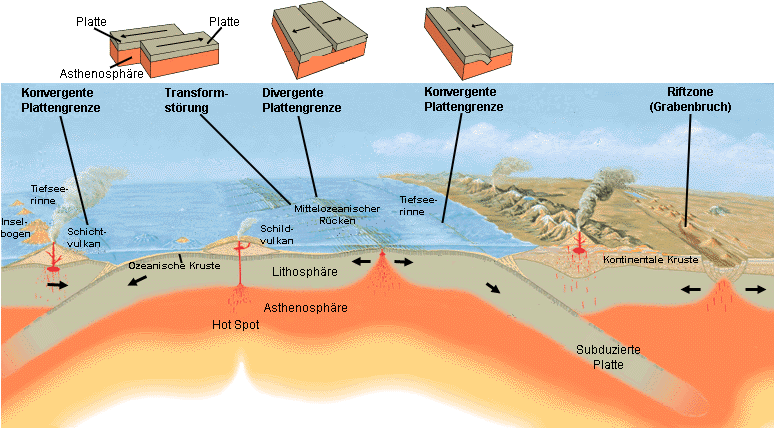
Plattentektonik und damit verbundene Prozesse, wie Subduktion, sind wesentliche Faktoren für die Lebensfreundlichkeit der Erde.

Die Plattentektonik hat eine wichtige Funktion für die Freisetzung von Wärme aus dem Erdinneren. Des Weiteren hat sie auch Einfluss auf das Klima der Erde. Sie wirkt wie ein Thermostat und gewährleistet, dass die globale Durchschnittstemperatur auf der Erde über Milliarden von Jahren weitgehend konstant gehalten wird. Durch verschiedene Prozesse wird der Erdatmosphäre laufend das Treibhausgas Kohlendioxid (CO2) entzogen. Dazu gehört die Bindung von Kohlenstoff in Biomasse oder biogenen Mineralen durch die Photosynthese. Ein Großteil dieses Prozesses läuft in den Meeren ab, u. a. in Form von Karbonatausfällung (Kalksteinbildung). Jedoch löst sich CO2 auch direkt im Meerwasser. Des Weiteren wird CO2 durch kontinentale Gesteinsverwitterung gebunden. Je feuchter und wärmer das Erdklima, desto höher die kontinentale Verwitterungsrate, wodurch der Atmosphäre mehr CO2 entzogen und damit der Treibhauseffekt abgeschwächt wird. Umgekehrt bewirkt trockenes und kühles Klima weniger Bindung von Kohlendioxid, was wiederum zu einer Erwärmung führt. Durch den subaerischen Vulkanismus an Subduktionszonen wird CO2 in die Atmosphäre abgegeben, das zuvor u. a. aus der Rückführung von Kalkstein wieder in den oberen Mantel zurückgelangt war und dort wieder in CO2 aufgespalten wurde. Durch diese Wechselwirkungen und Rückkopplungen (Aufzählung nicht vollständig) wird in den meisten Gebieten der Erde der für höheres Leben so wichtige Temperaturbereich von +5 ° bis +40 °C aufrechterhalten.
Ein Planet weist nur dann Plattentektonik auf, wenn seine chemische Zusammensetzung dies erlaubt. Die einzig bekannte langlebige Quelle für die erforderliche Wärme ist der radioaktive Zerfall tief im Inneren des Planeten. Kontinente müssen aus weniger dichtem Granit aufgebaut sein, damit das Basaltgestein der Ozeanböden darunter abtauchen kann. Es wird vermutet, dass Subduktion, ein grundlegendes Element der Plattentektonik, nur dann reibungslos funktioniert, wenn wassergesättigte ozeanische Sedimente als Schmiermittel fungieren. Dies könnte auch der Grund dafür sein, dass es auf Venus und Mars keine Plattentektonik gibt. Eventuell gab es früher, als vielleicht noch flüssiges Wasser an der Oberfläche dieser beiden Planeten existierte, diese Vorgänge. Bei der Venus führte der Wärmestau im Inneren des Planeten dazu, dass vor etwa einer Milliarde Jahren ihre ganze Oberfläche aufschmolz. Bei der Erde war zu dem Zeitpunkt, als sich die Erdkruste zum ersten Mal verfestigte (vor mehr als 4 Milliarden Jahren), schon etwa die Hälfte der Wärme aus dem Inneren entwichen.
Ohne Plattentektonik gäbe es keine größeren, zusammenhängenden Landmassen und keine hohen Gebirge in der Form, in der wir sie kennen. Die Bildung der heutigen Kontinentalkerne erfolgte in relativ kurzer Zeit. Von vor 2,7 bis 2,5 Milliarden Jahren wuchs der Anteil kontinentaler Kruste von 5 auf 30 %. Plattentektonik sorgt auch für die fortlaufende Anreicherung bzw. die Rückführung von chemischen Elementen und Verbindungen in die Meere, sowohl direkt durch Materialnachschub aus dem Erdmantel als auch durch den Wasserkreislauf, wobei gelöstes Material durch Flüsse ins Meer gelangt. Früher war die Plattentektonik intensiver und die Platten bewegten sich schneller, da noch mehr Wärme im Erdinneren gespeichert war. Besonders intensiv war sie u. a. zur Zeit der kambrischen Explosion. Zu dieser Zeit zerbrach eine riesige Landmasse (Pannotia) in kleinere Kontinente.
Die Plattentektonik ist ursächlich für die Kontinentaldrift. Diese hat wiederum verschiedene Effekte auf das Weltklima und die Lebewelten. So führt die Drift großer Landmassen über die Polarregionen zu großflächigen Vergletscherungen, was wiederum Rückkopplungen auf das Klima, u. a. infolge einer Erhöhung der Albedo, d. h. des Wertes der Rückstrahlung von Sonnenlicht von der Erdoberfläche, hat. Brechen größere Landmassen auseinander, führt das zur Isolation der Lebewelten auf dem Land und auf den Schelfen, da Meere für die meisten Landbewohner und die Tiefsee bzw. der offene Ozean für die meisten Schelfbewohner nur schwer überbrückbare Barrieren darstellen. Dies erhöht global gesehen die Artenvielfalt. Die aktuelle Konfiguration der Kontinente mit fünf relativ isolierten Kontinentalblöcken (Nordamerika, Südamerika, Afrika-Eurasien, Australien und Antarktika) begünstigt eine global eher hohe Artenvielfalt. Es gibt heute etwa 3 bis 30 Millionen verschiedene Arten.
Die NASA-Wissenschaftler C. McKay und H. Hartmann glauben jedoch, dass gerade die Plattentektonik die Entwicklung von höherem Leben lange hinausgezögert hat, da die wichtige Voraussetzung, die Verfügbarkeit von genügend Sauerstoff, so lange von ihr verhindert wurde. Es wird der Sauerstoff vorher durch Oxidation verbraucht. Erst nach einer Sauerstoffsättigung im Meer kann sich Sauerstoff in der Atmosphäre anreichern. Die Plattentektonik beanspruche durch den ständig neuen Oxidationsprozess aber mehr Sauerstoff. Die beiden Wissenschaftler gehen weiter davon aus, dass sich Leben, wenn es auf dem Mars solches gegeben hat, dadurch ungleich schneller (möglicherweise innerhalb von 100 Millionen Jahren) gebildet haben könnte.

#### „Trägheitsbedingtes Austauschereignis“
Es gibt deutliche Hinweise darauf, dass die Rate der Kontinentaldrift während der kambrischen Explosion ungewöhnlich hoch war. Tatsächlich bewegten sich in 15 Millionen Jahren (oder weniger) Kontinente von arktischen in äquatoriale Breiten und umgekehrt. Kirschvink et al. haben folgende, allerdings kontroverse Erklärung vorgeschlagen: eine 90°-Änderung der Neigung der Erdachse wurde als Folge des Ungleichgewichtes in der Verteilung der Kontinentalmassen relativ zur Erdachse hervorgerufen. Das Resultat waren riesige Änderungen im Klima, in den Meeresströmungen und weitere Änderungen, die in kurzer Zeit die ganze Erde betrafen. Sie nannten ihre Hypothese trägheitsbedingtes Austauschereignis (engl. inertial interchange event). Dieses Szenario wird von der Wissenschaft noch nicht anerkannt, aber falls so ein Ereignis stattfand, dann wäre das ein sehr unwahrscheinlicher Vorfall. Wenn so ein Ereignis notwendig war, um die Evolution von einfachem Leben zu komplexerem Leben (als beispielsweise Schwämmen und Korallenriffen) zu ermöglichen, dann wäre das ein weiterer Grund dafür, warum komplexes Leben im Universum so selten sein sollte.

#### Klima, Temperatur und Treibhauseffekt
Die globale Durchschnittstemperatur betrüge ohne die Treibhausgase −18 °C. Tatsächlich liegt sie 33 °C höher bei +15 °C. Verantwortlich dafür sind die Gase in der Atmosphäre, die drei oder mehr Atome enthalten. Diese sorgen dafür, dass Infrarotstrahlung nicht ungehindert wieder zurück ins All abgestrahlt wird, und führen so zu einer Erwärmung der Erde. Zu erwähnen sind in diesem Zusammenhang besonders Kohlenstoffdioxid (CO2), Wasserdampf, Ozon (O3) sowie Methan (CH4), das gleich aus fünf Atomen besteht. Obwohl es sich hierbei um sogenannte atmosphärische Spurengase mit nur geringen Volumenanteilen handelt (Wasserdampf hat bis zu 4 %, CO2 0,04 %), gelten sie als entscheidend für das Klima auf der Erde. Besonders wichtig ist der Treibhauseffekt für tierisches Leben, das sich am besten bei einer Temperatur von +2 °C bis +45 °C entwickelt.
Gäbe die Sonne für längere Zeit weniger Strahlung ab, würden die Kontinente mit mächtigen Eisschilden und die Ozeane mit einer dicken Meereisschicht überzogen. Auch wenn die Sonne dann wieder mit normaler Leuchtkraft strahlte, würde durch die starke Albedo zu viel Wärme wieder abgestrahlt, um die Ozeane wieder aufzutauen. Dies entspricht einem „sich selbst verstärkenden globalen Eishauseffekt“ (engl.: global runaway Icehouse effect). Umgekehrt würden bei längerfristig vermehrter Energieabgabe der Sonne die Ozeane verdampfen, und es würde auch danach bei normaler Leuchtkraft wegen des Treibhauseffektes des Wasserdampfes zu keiner nennenswerten Abkühlung mehr kommen („sich selbst verstärkender globaler Treibhauseffekt“ oder engl.: global runaway greenhouse effect), vgl. galoppierender Treibhauseffekt.

#### Magnetfeld
Das Magnetfeld schützt einerseits vor tödlichen Strahlen und Sonnenwind, andererseits gewährleistet es, dass die Atmosphäre nicht nach und nach abgetragen wird, wie dies beim Planeten Mars der Fall war.

## Warum einfaches Leben häufiger vorkommen sollte

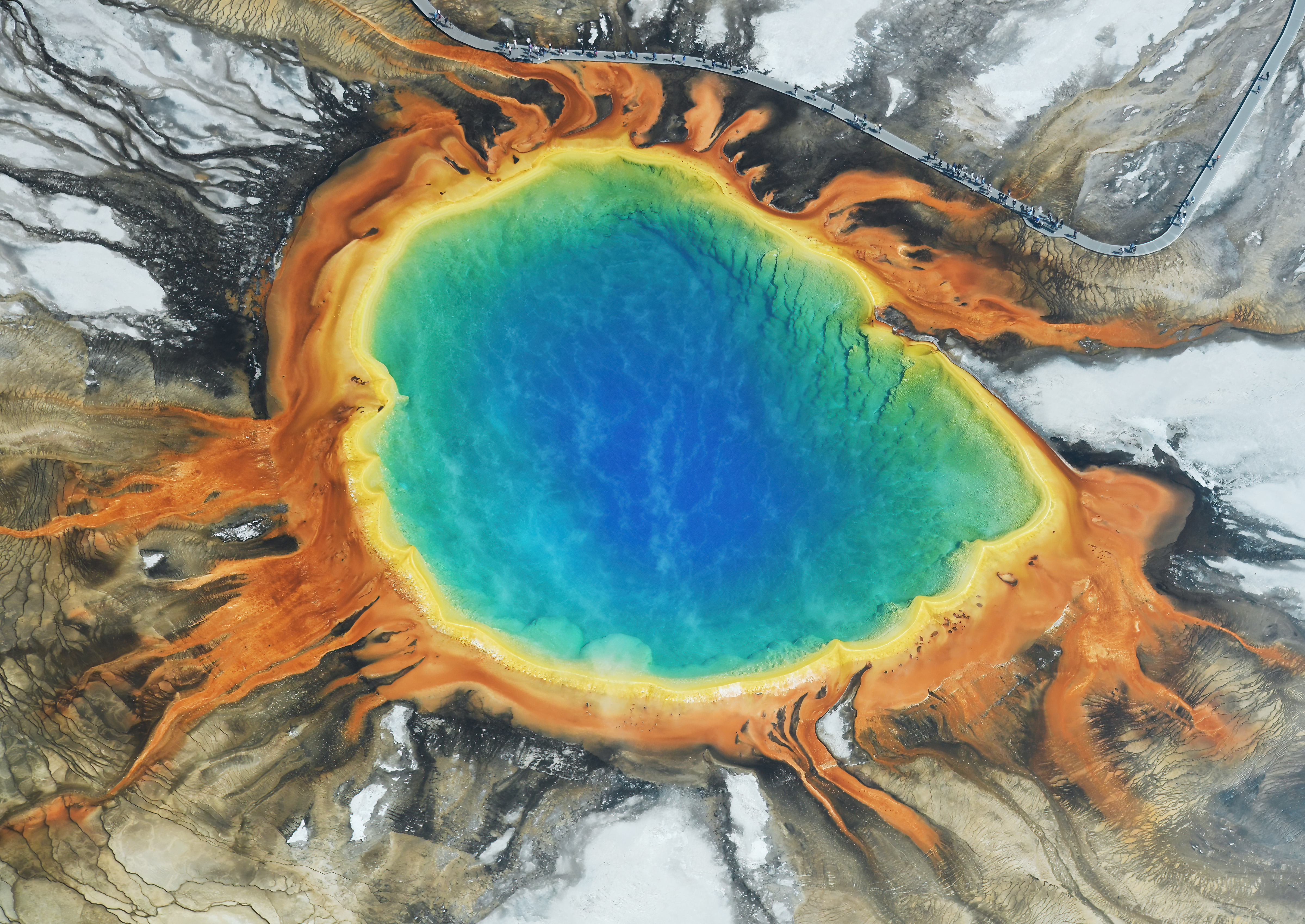
Thermophile, die zur Kategorie der Extremophilen gehören, erzeugen einen Teil der hellen Farben des Grand Prismatic Spring, Yellowstone National Park.

Einige Verfechter der Rare-Earth-Hypothese glauben jedoch, dass einfaches Leben relativ leicht entstehen könnte. Bewiesen ist die Annahme jedoch nicht, da außer auf der Erde bis jetzt keine Lebensformen bekannt sind.
Anfang der 1980er Jahre wurden Kleinlebewesen in Umgebungen gefunden, die so extrem waren, dass man bis dahin annahm, Leben könne dort nicht existieren.
Tief unter der Erde, in Meerestiefen von Tausenden von Metern, in kochend heißem Wasser und in der Nähe der Black Smoker (Schwarze Raucher) wurden Bakterien und Archäen entdeckt, die unter extremen Bedingungen wie hoher Hitze, großem Druck, völlig ohne Sauerstoff und ohne Licht leben können. Es wurden Arten entdeckt, die bei 105 °C am besten gedeihen und sich bis 112 °C reproduzieren. Aber es sind auch schon Einzeller gefunden worden, die bis 121 °C Hitze bestehen können. Andere Arten zeichnen sich dadurch aus, dass sie in sehr salziger, saurer oder basischer Umgebung leben. Auch in Eisbergen oder gefrorenem Meereis wurden Lebewesen nachgewiesen. Viele davon verwenden nicht Licht als Energiequelle (Photosynthese), sondern Schwefelwasserstoff oder Methan (siehe auch Extremophile).
Auch in der Erdkruste gibt es Leben. Bei Bohrungen in Südafrika wurden Lebewesen in einer Tiefe von 3,5 Kilometern bei Temperaturen von über 70 °C nachgewiesen. Der Astronom und Geologe Thomas Gold vermutete, dass die Masse aller Lebewesen unter der Oberfläche bis zum Siebenfachen der Masse der Lebewesen, die auf der Oberfläche leben, ausmachen könnte. So gesehen könnte auch beispielsweise unter der Oberfläche von Pluto Leben möglich sein.
Demnach kann man darauf schließen, dass einfaches Leben nicht so hohe Anforderungen an seine Umgebung stellt, wie früher angenommen wurde. Das bestärkt Hoffnungen, dass es auch auf anderen Himmelskörpern unter harschen Bedingungen Leben geben könnte. Dies würde auch für Planeten gelten, die weit von ihrer Sonne entfernt sind, da diese Lebewesen nicht auf deren wärmendes Licht angewiesen wären. Dies gilt auch für Monde, wie zum Beispiel in unserem Sonnensystem den Jupitermond Europa oder die noch weiter entfernten Saturnmonde Titan und Enceladus. Auf dem Mars herrschten vor 3 Milliarden Jahren viel höhere Temperaturen, die Atmosphäre war dichter und auf der Oberfläche gab es Wasser. Demnach sollte es für Mikroben nicht zu schwer gewesen sein, sich auf dem Mars zu entwickeln und zu leben. Das Konzept der habitablen Zone müsste man, bezieht man die Extremophilen mit ein, neu definieren.
Ob jetzt Leben auf einem Planeten nur existieren kann (und hierher transportiert wurde) oder ob es dort entstanden ist, ist jedoch ein wichtiger Unterschied. Erwähnenswert ist jedoch, dass gerade anscheinend die ältesten Lebewesen, wie diese, die sich kaum verändert haben, diejenigen sind, die auch unter sehr unwirtlichen Bedingungen gedeihen können. Die widerstandsfähigsten sind die Archäen, daneben gibt es noch einige thermophile Bakterien. Durch ungünstige Klimalagen wie lange Eiszeiten oder kosmische Katastrophen können höher entwickelte Lebewesen rasch aussterben, wohingegen einfaches Leben diese Zeiten länger überbrücken kann.

### Offene Fragen zur Entstehung von Leben
Es gibt hier noch mehrere ungelöste Fragen, beispielsweise, ob RNA der Vorläufer von DNA war. Da sie einander bedingen, stellt dies ein „Henne-Ei-Problem“ dar hinsichtlich der Frage, was zuerst da war. Messenger-RNA könnten jedoch Teilaufgaben von DNA übernommen haben (RNA-Welt-Hypothese). Dabei kann neben der eigentlichen Aufgabe, Proteine zu bilden, noch die Aufgabe der Speicherung der Baupläne teilweise übernommen werden.
Ebenso ist die Frage, ob sich alles Leben aus einem einzigen erstmals entstandenen DNA-Molekül entwickelt hat oder ob mehrere Moleküle unabhängig voneinander entstanden sind, noch ungeklärt. Offen ist ebenfalls der Prozess des Übergangs von unbelebter zu belebter Materie. Auch Kristalle zeigen ähnliche Eigenschaften wie reproduzierende biologische Formen. Außerdem müsste beantwortet werden, wann und warum es zur Bildung von Eukaryoten bzw. zur Abspaltung von den Prokaryoten kam. Dies erfolgte erst ein bis eineinhalb Milliarden Jahre nach dem ersten Auftreten der Prokaryoten. Prokaryoten können aufgrund des einfacheren Aufbaus im Temperaturbereich von 0 bis 100 °C bestehen, Eukaryoten nur bis etwa 60 °C. Sicher nachgewiesen sind sie frühestens ab einem Zeitpunkt vor 1,6 Milliarden Jahren, also in etwa dann, als sich tierisches Leben aufgrund von erstmals genügend vorhandenem Sauerstoff bilden konnte.
Ungewiss ist, wieweit sich die Extremophilen und die Exemplare vor 3 Milliarden Jahren ähneln oder ob sich seit damals das Erbgut entscheidend verändert hat. Es könnte sein, dass es eine Zeit evolutionärer Experimente gab, in der sich am Ende eine einzige Art durchgesetzt hat. Während sich Prokaryoten besonders an chemische Prozesse zur Energiegewinnung angepasst haben, entwickelten sich Eukaryoten eher in Richtung Größe und Variationen im Körperbau weiter.
Einen Sonderfall nehmen Viren ein, da sie für sich nicht lebensfähig sind, sich aber dennoch vermehren können, indem sie andere Zellen infiltrieren und infizieren, um so das eigene Erbgut zu verbreiten.
Die Beantwortung dieser Fragen würde helfen, die Wahrscheinlichkeit der Entstehung von primitivem Leben besser einzuschätzen.

### Situation in der Frühzeit der Erde

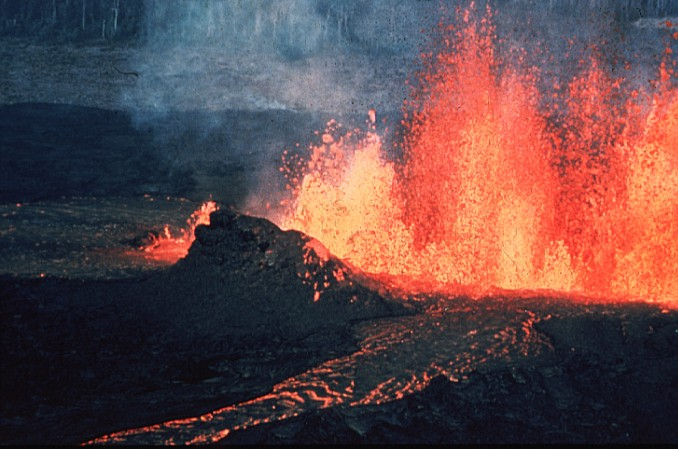
Der Vulkanismus hatte wesentlichen Einfluss auf die Entwicklung der Atmosphäre.

Leben müsste sich auf der Urerde nach dem Abklingen des großen Bombardements (vor etwa 3,8 Milliarden Jahren) sehr rasch entwickelt haben bzw. müsste zu dieser Zeit die Besiedelung schnell passiert sein. Bereits bis spätestens vor 3,5 Milliarden Jahren sind Lebewesen nachgewiesen worden. Stanley Miller (Mitinitiator des Miller-Urey-Experiments) behauptete, dass sich der Übergang von präbiotischer Materie zu den ersten Cyanobakterien innerhalb von 10 Millionen Jahren vollzogen haben könnte.

#### Erste Lebensformen
Entgegen älteren Ansichten war die Uratmosphäre nicht reduzierend (mit einem hohen Methan- und Ammoniakanteil), sondern bestand vor allen Dingen aus Kohlendioxid (100- bis 1000-mal mehr als heute). Nur das Ozeanwasser hatte aufgrund des fehlenden Sauerstoffs chemisch reduzierende Eigenschaften. Es war heiß (sowohl die Atmosphäre als auch das Ozeanwasser), das Wasser bedeckte bis auf ein paar Vulkane die gesamte Erdoberfläche und viele chemische Elemente und Verbindungen waren aufgrund der heftigen vulkanischen Tätigkeit vorhanden. Immer wieder verdampfte ein Großteil des Meeres durch kosmische Einschläge, um anschließend wieder herabzuregnen. Die intensive UV-Strahlung (aufgrund des fehlenden freien Sauerstoffs konnte sich keine Ozonschicht bilden), die nahezu ungehindert die Oberfläche erreichte, kam als hindernder Faktor für Leben noch dazu.
Die Wiege des Lebens waren offenbar nicht die lauen Teiche, wie Darwin gemeint hat, sondern geschützt vor Meteoriten und UV-Strahlung die Meeresböden, oder sie lag tief unter der Erdoberfläche. Die ersten Lebewesen waren möglicherweise mesophile (wärmeliebenden) Archäen (die thermophilen Archäen entstanden erst später aufgrund von noch extremeren Bedingungen).
Die Theorie der Panspermie hingegen besagt, dass das Leben nicht auf der Erde entstanden sei, sondern vom frühen Mars, der vor Jahrmilliarden viel lebensfreundlicher gewesen sein dürfte, stamme. Fast 10 Prozent des Materials, das vom Mars durch kosmische Einschläge in den Weltraum geschleudert wurde, sei auf der Erde gelandet.
Vor etwa 1,2 Milliarden Jahren tauchten die ersten Tiere auf. Dies ist jedoch weitgehend umstritten, da keine Fossilien gefunden wurden, die älter als 600 Millionen Jahre zu sein scheinen. Auf der anderen Seite behaupten dies jedoch die Genetiker aufgrund der „molekularen Uhr“. Größere (makroskopische) Tiere entstanden etwa vor 600 Millionen Jahren. Damit ergibt sich die Frage, warum es so lange gedauert hat und ob dafür gewisse Umweltbedingungen (geänderte chemische Zusammensetzung der Meere, freier Sauerstoff in Atmosphäre und Ozeanen, Eiszeit, Kontinentaldrift) erforderlich sind oder ob es nur eine Frage der Zeit war, die die Evolution braucht. Diese Erkenntnis ist auch wichtig in der Einschätzung, ob es auf anderen Planeten zur Entwicklung von tierischem Leben kommen kann. Sauerstoff ist auch ein Hauptfaktor für das Größenwachstum von Lebewesen. Ohne Sauerstoff bleiben sie meist so klein, dass sie für das bloße Auge nicht sichtbar sind.

#### Schneeball Erde
Es gab mindestens zwei globale Eiszeiten, während deren die gesamte Erde (bis auf die Äquatorgebiete) zufror (im Gegensatz zu jüngeren Eiszeiten, die nur die Polgebiete bis Regionen der mittleren Breite betrafen). Die erste war vor 2,5 Milliarden Jahren, die zweite etwa vor 600 bis 800 Millionen Jahren. Beide stimmen mit wichtigen Übergängen zeitlich überein, das erstmalige Auftauchen der Eukaryoten und der Beginn der Entwicklung der Tiere (kambrische Explosion). Nach der ersten globalen Eiszeit, auch als „Schneeball Erde“ (engl. Snowball Earth) bezeichnet, war plötzlich viel freier Sauerstoff vorhanden. Das Ende der Eiszeit wurde durch die Anreicherung von Treibhausgasen in der Atmosphäre durch Vulkane ausgelöst. Die Lebewesen, die die Eiszeit in größerer Tiefe oder nahe Vulkanen oder Geysiren überlebten, mussten sich radikal umstellen. Diejenigen, die das schafften, entwickelten sich mit dem nun vorhandenen Sauerstoff in eine andere Richtung weiter. Eine andere Ursache für die schnelle Weiterentwicklung damals könnte die fortschreitende Isolation der Lebewesen infolge der Plattentektonik gewesen sein.

#### Kambrische Explosion
Im Zuge der kambrischen Explosion entwickelten sich viele Phyla, wovon einige mittlerweile bereits ausgestorben sind. Diese Tatsache ist von zentraler Bedeutung, da alle biologischen Baupläne in dieser relativ kurzen Zeit „entworfen“ wurden und die Bandbreite damals höher war als heutzutage. Gründe für diese evolutive Entwicklung könnte der zunehmende Sauerstoffgehalt, die in großem Umfang verfügbaren Phosphatvorräte, die schnelle Kontinentalverschiebung, mögliche Verschiebungen der Erdachse oder eine Kombination aus diesen Faktoren gewesen sein.
Im späten Karbon vor etwa 300 Millionen Jahren lag der Volumenanteil des Sauerstoffs in der Atmosphäre mit bis zu 35 Prozent so hoch wie nie zuvor (und auch nachher; derzeit liegt er bei etwa 21 Prozent). Dies begünstigte vor allem bei verschiedenen Gliederfüßern das Größenwachstum.

#### Massenaussterben
Auch wenn das – hypothetische – größte Massenaussterben der Erdgeschichte, die Große Sauerstoffkatastrophe, ausschließlich Bakterien und Archaeen betroffen haben dürfte, bezieht sich der Begriff des Massenaussterbens in der Regel auf höheres, das heißt vielzelliges, Leben. In den vergangenen ca. 600 Millionen Jahren gab es etwa 15 größere solcher Ereignisse. Als das mit Abstand verheerendste gilt das Ereignis an der Perm-Trias-Grenze vor 252 Millionen Jahren.
Als Ursache für Massenaussterben kommen in Frage: regional stark erhöhte vulkanische Aktivität (insbesondere die Bildung Magmatischer Großprovinzen), Impaktereignisse (Einschlag von Himmelskörpern), erhöhte Strahlenbelastung durch Supernovae oder Gammablitze, Störungen der Stoffkreisläufe (insbesondere des Kohlenstoffkreislaufs) oder ein rasch verlaufender Klimawandel. Die genannten Auslöser können sich dabei teilweise gegenseitig bedingen (z. B. Vulkanismus und Impaktereignisse als Auslöser für Störungen der Stoffkreisläufe und mithin Klimawechsel). Klimastabilität und die Häufigkeit von Ereignissen mit außerplanetarer Quelle hängen aber auch von der näheren kosmischen Umgebung eines Planeten ab (siehe Gasriesen in der Nachbarschaft, Einschläge und Massenaussterben und Großer Mond).

### Situation auf dem Mars

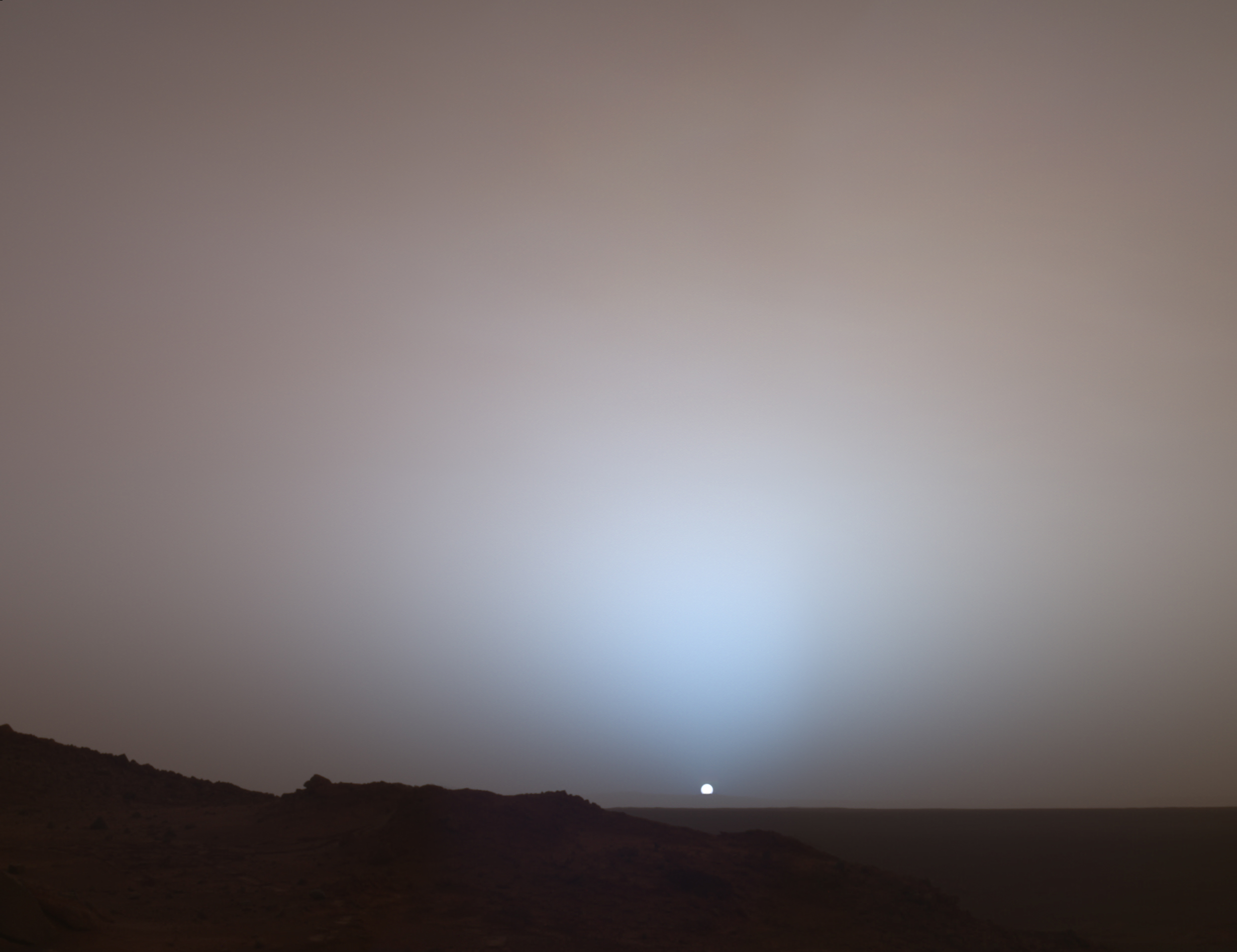
Die Dichte der Atmosphäre des Mars beträgt heute weniger als ein Hundertstel der irdischen.

Der Mars liegt je nach Definition am Rand oder knapp außerhalb der habitablen Zone. Es sind bis zum heutigen Tag auf ihm keine Lebensspuren nachgewiesen, weder gegenwärtige noch vergangene. Das bedeutet aber nicht zwangsläufig, dass früheres Leben auf dem Mars ausgeschlossen ist.
Jedenfalls gab es früher viel mehr Wasser und eine dichtere Atmosphäre als heute, wenngleich, verglichen mit der Erde, viel weniger Wasser und eine schon immer dünnere Atmosphäre. Dass es ehemals Wasser gegeben haben muss, erkennt man an ausgetrockneten Flusstälern und anderen Erosionserscheinungen.
Einige Forscher glauben, dass ein großer Einschlag möglicherweise lokal riesigen Schaden angerichtet hätte, aber die globalen Auswirkungen der Katastrophe weniger stark gewesen wären als auf der Erde, denn das Klima hätte sich wegen der geringen Menge an Wasserdampf und schwächerer Treibhauseffekte aufgrund der dünneren Atmosphäre weniger stark verändert, so dass eventuell vorhandenes Leben nicht so dramatisch beeinträchtigt worden wäre.

## Forschung und Möglichkeiten zum Nachweis
Bewohner eines mehr oder weniger fernen Sternsystems könnten bei der Auswertung des Spektrums der Atmosphäre der Erde im infraroten Wellenbereich die interessante Entdeckung machen, dass im Gegensatz zu den meisten anderen Planeten die Atmosphäre der Erde Anteile von Wasserdampf, Ozon und Kohlendioxid aufweist. Dies ist nicht im chemischen Gleichgewicht. Somit könnten sie schließen, dass der Planet Oberflächengewässer besitzen muss (dass der Planet flüssiges Wasser erlaubt und sich somit in der habitablen Zone befinden muss). Der Nachweis von Ozon ließe auf freien Sauerstoff in der Atmosphäre schließen, den es ohne Lebewesen, die Photosynthese betreiben, nicht geben könnte, da er sonst schnell mit anderen Stoffen reagieren würde und nur durch fortwährende Bildung nachgeliefert werden kann.
Die nachgewiesene Signatur Sauerstoff, Stickstoff und Wasserdampf in der Atmosphäre eines Exoplaneten wäre ein starkes Indiz für biologische Prozesse. Sauerstoff macht einen großen Anteil an der Erde aus (85 % Anteil im Volumen und 45 % Anteil an Gewicht) und wirkt prinzipiell toxisch auf Lebewesen, es sei denn, sie haben sich an den Umgang und Verwertbarkeit mit ihm angepasst. Sie müssen auch Schutzmechanismen für diesen reaktionsfreudigen Stoff entwickelt haben.
Die Auswertungen der Materialien des Mondes, die durch die Apollomissionen auf die Erde gebracht wurden, haben erwartungsgemäß keine Ergebnisse gebracht, die auf Leben hindeuten könnten.
Auch das Viking Programm hat keine eindeutig positiven Resultate vom Mars geliefert. Noch ist offen, welche Ergebnisse vom Mars Sample Return Programm zu erwarten sind.
Das Projekt SETI sucht nach Hinweisen außerirdischen Lebens. Die Suche konzentriert sich vor allem auf die Radiofrequenz des neutralen Wasserstoffs bei 1,42 GHz.

## Rare-Earth-Gleichung
Die folgende Diskussion wurde von Cramer übernommen. Die Rare-Earth-Gleichung ist die Antwort von Ward und Brownlee auf die Drake-Gleichung. Sie berechnet {\displaystyle N}, die Anzahl von erdähnlichen Planeten in der Milchstraße, die komplexes Leben beherbergen, als:
{\displaystyle N=N^{*}\cdot n_{e}\cdot f_{g}\cdot f_{p}\cdot f_{pm}\cdot f_{i}\cdot f_{c}\cdot f_{l}\cdot f_{m}\cdot f_{j}\cdot f_{me}}
wobei:
- {\displaystyle N^{*}} ist die Anzahl der Sterne im Milchstraßensystem. Die Anzahl kann nicht gut geschätzt werden, weil die Masse der Milchstraße nicht genau bekannt ist. Darüber hinaus ist die Anzahl der sehr kleinen Sterne nicht bekannt. {\displaystyle N^{*}} macht mindestens 100 Milliarden aus und könnte bis zu 500 Milliarden betragen, wenn es viele leuchtschwache Sterne gibt.
- {\displaystyle n_{e}} ist die durchschnittliche Anzahl der Planeten in der habitablen Zone eines Sterns. Diese Zone ist sehr eng, denn sie ist dadurch beschränkt, dass die durchschnittliche Temperatur über die gesamte Zeit, die komplexes Leben benötigt, sich zu entwickeln, in dem Bereich sein muss, in dem Wasser flüssig bleibt. Daher ist {\displaystyle n_{e}=1} wahrscheinlich die Höchstgrenze.

Wir nehmen {\displaystyle N^{*}\cdot n_{e}=5\cdot 10^{11}} an. Die Rare-Earth-Hypothese kann dann als das Produkt von neun Rare-Earth-Faktoren betrachtet werden, die unten aufgelistet sind. Dieses Produkt ist nicht größer als 10−10, es könnte aber sogar nur 10−12 sein. Im letzteren Fall könnte {\displaystyle N} kleiner als 1 oder nahe 0 sein. Ward und Brownlee berechnen den Wert von {\displaystyle N} nicht, weil es zu einigen der unten angegebenen Faktoren keine Daten gibt. Die Erde, ein Gesteinsplanet, umkreist einen G2-Stern in einer ruhigen Ecke der großen Balkenspiralgalaxie, und die Heimat der einzigen intelligenten Spezies, die wir kennen, ist unsere Erde selbst.
- {\displaystyle f_{g}} ist der Anteil der Sterne in der galaktischen habitablen Zone (Ward, Brownlee und Gonzalez schätzen diesen Faktor auf 0,1[7]).
- {\displaystyle f_{p}} ist der Anteil der Sterne im Milchstraßensystem mit Planeten.
- {\displaystyle f_{pm}} ist der Anteil der Planeten, die felsig („metallisch“) anstatt gasförmig sind.
- {\displaystyle f_{i}} ist der Anteil der habitablen Planeten, bei denen Mikroorganismen entstehen. Ward und Brownlee glauben, dieser Anteil sei nicht zu niedrig.
- {\displaystyle f_{c}} ist der Anteil der Planeten, bei denen sich komplexes Leben entwickelt. 80 % der Zeit ab dem Zeitpunkt, zu dem die ersten Mikroorganismen entstanden, gab es nur bakterielles Leben. Daher glauben Ward und Brownlee, dass der Anteil sehr klein sein muss.
- {\displaystyle f_{l}} ist der Anteil der gesamten Lebensdauer eines Planeten, während dessen komplexes Leben existiert. Komplexes Leben kann zeitlich nicht unbegrenzt andauern, da sich der Energieausstoß eines Sterns, der komplexes Leben gedeihen lässt, je nach Spektraltyp des Sterns, allmählich erhöht, bis sich der Zentralstern zum Roten Riesen entwickelt, um dann alle Planeten in der habitablen Zone zu verschlingen. Wenn man genügend Zeit voraussetzt, kann auch eine Katastrophe das gesamte Leben auslöschen, und diese Gefahr steigt mit zunehmender Dauer immer mehr an.
- {\displaystyle f_{m}} ist der Anteil der habitablen Planeten mit einem großen Mond. Wenn die Entstehung des Mondes durch die Kollisionstheorie zutreffend erklärt wird, ist diese Zahl sehr klein.
- {\displaystyle f_{j}} ist der Anteil der Planetensysteme mit großen Gasriesen. Diese Zahl könnte relativ groß sein.
- {\displaystyle f_{me}} ist der Anteil der Planeten, die nur mit einer genügend kleinen Wahrscheinlichkeit von einem Auslöschungsereignis betroffen sind. Ward und Brownlee behaupten, dass die niedrige Anzahl solcher Ereignisse auf der Erde, die seit der kambrischen Explosion stattfanden, ungewöhnlich ist. So wird auch dieser Wert als relativ niedrig angenommen.

Die Rare-Earth-Gleichung beachtet, im Unterschied zur Drake-Gleichung, nicht den Faktor der Wahrscheinlichkeit, dass komplexes Leben sich zu intelligentem Leben entwickelt, das Technologie entdeckt und entwickelt (Ward und Brownlee sind auch keine Evolutionsbiologen). Barrow und Tipler fassen den Konsens unter den Biologen dahingehend zusammen, dass der Weg der Evolution von primitiven kambrischen Chordatieren – zum Beispiel Pikaia – zum Homo sapiens ein höchst unwahrscheinliches Ereignis war. Zum Beispiel hat das große Gehirn des Menschen adaptive Nachteile gebracht, da sein Stoffwechsel sehr aufwändig ist, es eine lange Schwangerschaft und eine Kindheit erfordert, die mehr als 25 % der durchschnittlichen Gesamtlebenszeit eines Menschen einnimmt. Andere unwahrscheinliche Kennzeichen des Menschen sind:
- Er ist das einzige momentan existierende bipede Landwirbeltier (außer Vögeln). Kombiniert mit der ungewöhnlichen Auge-Hand-Koordination ermöglicht dies geschickte Manipulationen der physisch-materiellen Umgebung mit seinen Händen.
- Ein Stimmapparat, der eine kontrolliertere Klangformung erlaubt als der jedes anderen Säugetiers und das Sprechen ermöglicht. Die Sprache macht es unter Umständen erst möglich, dass Menschen kooperieren, Wissen teilen und Kultur schaffen.
- Die Fähigkeit, abstrakte Begriffe zu formulieren bis zu einem Grad, der die Erfindung der Mathematik, die Entdeckung der Wissenschaften und der Technik ermöglichte. Zu beachten ist, in welch kurzer Zeit die Menschheit die wissenschaftliche und technologische Entwicklung durchlaufen hat.

## Vertreter
Zu den Befürwortern der Rare-Earth-Hypothese zählen:
- Stuart Ross Taylor,[34] ein Spezialist des Sonnensystems, ist von der Hypothese fest überzeugt, aber ihre Richtigkeit ist ihm dabei nicht der zentrale Punkt, sondern eine kurze Einführung zum Thema Sonnensystem und dessen Formation. Taylor schließt, dass das Sonnensystem sehr ungewöhnlich ist, da es durch überaus viele zufällige Ereignisse und Faktoren geprägt wurde.
- Stephen Webb,[2] ein Physiker, präsentiert und widerlegt mögliche Lösungen für das Fermi-Paradoxon. Die Rare-Earth-Hypothese taucht dabei als eine der wenigen übrigen Lösungen am Ende des Buchs auf.
- Simon Conway Morris,[35] ein Paläontologe, argumentiert hauptsächlich, dass die Evolution konvergent verlaufen sei. Er widmet Kapitel 5 der Rare-Earth-Hypothese und zitiert sie dort zustimmend. Doch während Morris zustimmt, dass die Erde mit großer Wahrscheinlichkeit der einzige Planet im Milchstraßensystem sein könnte, der komplexes Leben beherbergt, sieht er die Evolution komplexen Lebens in Richtung intelligenten Lebens als ziemlich wahrscheinlich an – im Gegensatz zu Ernst Mayrs Ansichten, die im Abschnitt 3.2 der folgenden Referenz dargelegt werden.
- John D. Barrow und Frank J. Tipler (1986. 3.2, 8.7, 9), dem Kreationismus nahestehende Kosmologen, verteidigen vehement die Ansicht, dass Menschen sehr wahrscheinlich die einzig intelligenten Lebewesen im Milchstraßensystem darstellen, vielleicht sogar im gesamten Universum. Aber diese Hypothese ist nicht das zentrale Thema ihres Buches, sondern eine gründliche Studie über das anthropische Prinzip und wie die Gesetze der Physik auf eigenartige Weise passen, um die Komplexität in der Natur auftauchen zu lassen.
- Ray Kurzweil, ein Computerpionier und selbsternannter Singularitarianer, behauptet in Menschheit 2.0 (englischer Titel The Singularity Is Near), dass die kommende Singularität erfordert, dass die Erde der erste Planet sei, auf dem fühlendes, Technologie verwendendes Leben entstand. Obwohl andere erdähnliche Planeten existieren könnten, muss die Erde die einzige evolutionär fortgeschrittene Kultur darstellen, da man sonst Beweise gesehen hätte, dass eine andere Kultur die technologische Singularität erfahren und ihre gesamte Computerkapazität im physikalischen Universum eingesetzt hätte.

## Kritik
Kritik an der Rare-Earth-Hypothese drückt sich in verschiedenen Formen und Argumenten aus.

### Exoplaneten sind häufig
Gegenwärtig sind 5120 Exoplaneten in 3790 Planetensystemen bekannt (Stand: Juli 2022), und es werden laufend weitere entdeckt. Alan Boss vom Carnegie Institution for Science schätzt, dass es etwa 100 Milliarden erdähnliche Planeten allein im Milchstraßensystem geben könnte. Boss glaubt, viele könnten einfache Lebensformen aufweisen und es könnte Tausende von Zivilisationen in der Galaxis geben. Er vermutet, dass jeder sonnenähnliche Stern im Durchschnitt einen erdähnlichen Planeten in seinem System besitzt.
Die meisten der bisher entdeckten Exoplaneten sind jedoch Gasriesen, die sehr nahe (meist viel näher als der Abstand von Merkur zur Sonne) um ihren Zentralstern kreisen. Es kann angenommen werden, dass solche Planetensysteme keine erdähnlichen wasserreichen Planeten mit dauerhaft stabilen Umlaufbahnen beherbergen. Da mit den derzeit verfügbaren Methoden am ehesten massereiche Objekte nahe am Zentralstern entdeckt werden, kann man jedoch nicht darauf schließen, dass solche Systeme typisch wären. Es könnte vielmehr den Grenzen der heutigen Technik geschuldet sein und der Kenntnisstand zum Aufbau der Planetensysteme wird sich wahrscheinlich mit dem Fortschritt in der beobachtenden Astronomie noch ändern.

### Evolutionäre Biologie
Zentral an der Rare-Earth-Hypothese ist die folgende Behauptung über die Evolution: Während Mikroben im Universum häufig auftreten könnten, ist dies bei komplexem Leben nicht der Fall. Aber bis heute ist der einzige Evolutionsbiologe, der dieser Ansicht völlig zustimmt, Simon Conway Morris (2003). Die Hypothese schließt damit, dass komplexes Leben selten ist, da es sich nur auf der Oberfläche eines erdähnlichen Planeten oder auf einem geeigneten Mond eines Planeten entwickeln kann. Einige Biologen wie Jack Cohen glauben, dass diese Annahme zu restriktiv und zu phantasielos ist. Sie sehen sie als einen Zirkelschluss an. Erdähnliche Planeten könnten tatsächlich sehr selten sein, ein nicht auf Kohlenstoff basierendes komplexes Leben könnte sich möglicherweise aber in anderen Umgebungen entwickelt haben. Dem Astronomen David Darling nach ist die Rare-Earth-Hypothese weder eine Hypothese noch eine Aussage, sondern nur eine Erklärung, wie Leben auf der Erde entstand. Seiner Ansicht nach haben Ward und Brownlee nicht mehr getan als die Faktoren aufgezählt, die am besten für ihren Fall geeignet scheinen.

„Wichtig ist nicht, welche Umstände ungewöhnlich auf der Erde sind. Es gibt Eigentümlichkeiten bei jedem Planeten im Weltall. Wichtig ist, ob irgendeiner der Umstände auf der Erde nicht nur ungewöhnlich, sondern dazu auch noch grundlegend für komplexes Leben ist. Insoweit haben wir nichts gesehen, das nahelegen würde, dass dies so ist.“